# Хабаровский край

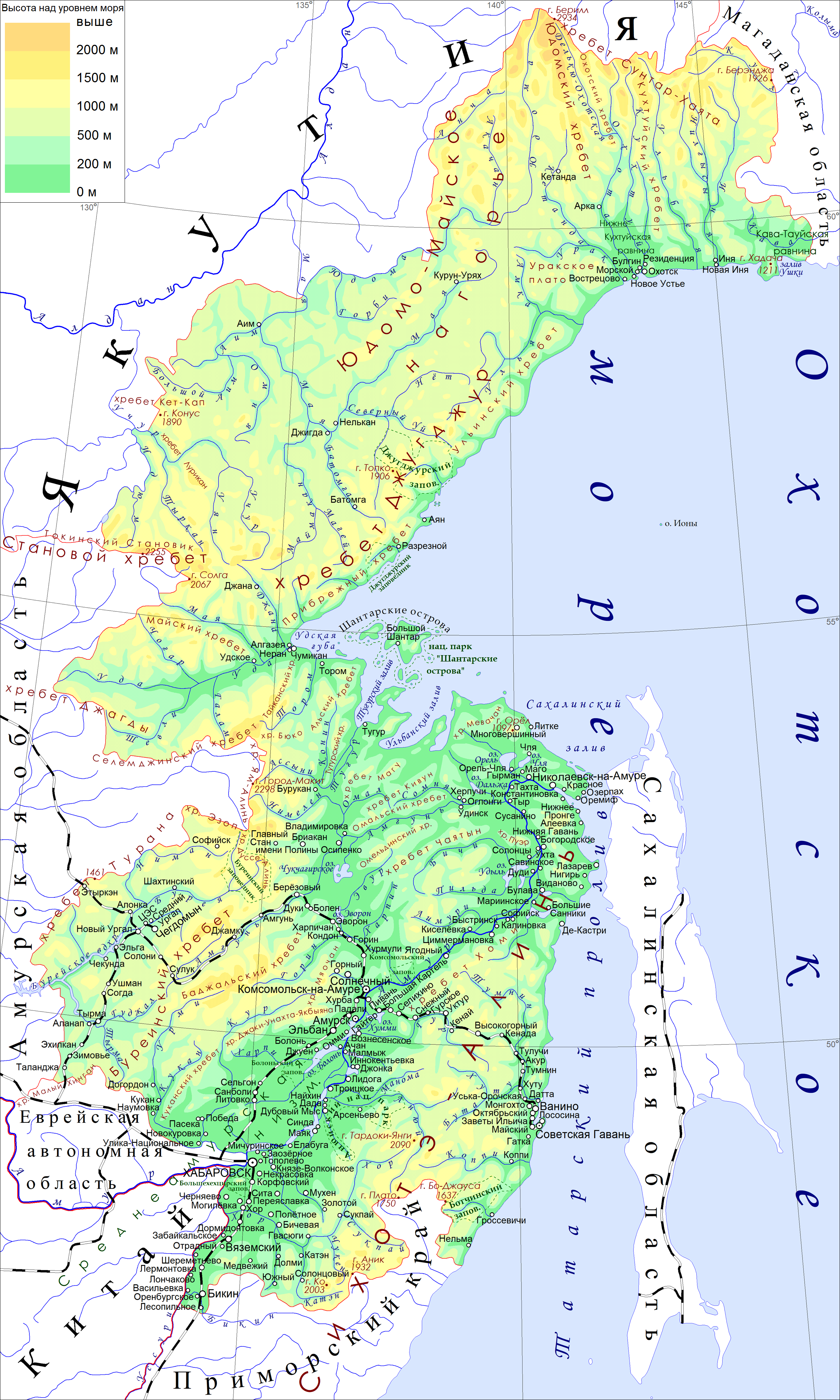
Физическая карта Хабаровского края

Хаба́ровский край — субъект Российской Федерации, расположен на Дальнем Востоке России. Административный центр — город Хабаровск.
Хабаровский край образован 20 октября 1938 года указом Президиума Верховного Совета СССР «О разделении Дальневосточного края на Хабаровский и Приморский края».
Граничит на севере с Магаданской областью и Республикой Саха (Якутия), на западе с Амурской областью, на юго-западе с Еврейской автономной областью и КНР, на юго-востоке с Приморским краем.
С северо-востока и востока омывается Охотским морем, с юго-востока — Японским морем. От острова Сахалин отделяется проливами Татарский и Невельского. Помимо основной, континентальной части, в состав края входят несколько островов, среди них самые крупные — Шантарские. Общая протяжённость береговой линии — около 2500 км, включая острова — 3390 км.
Край занимает территорию площадью 787 633 км² — 3-е (4-е) место среди субъектов Российской Федерации. Население края — 1 273 488 (2025)
Часть южной границы Хабаровского края является государственной границей России с КНР.

## История

### Древняя история и Средние века

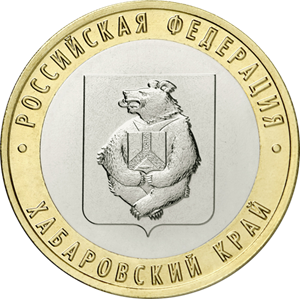
Монета Банка России — Серия: Российская Федерация: Хабаровский край

Человек заселил территорию Хабаровского края в эпоху мезолита. На южном берегу озера Удыль находится ранненеолитическая стоянка громатухинской культуры (Голый Мыс-4), датируемая возрастом 12300—13000 л. н. — ранним дриасом — переходом к аллерёду. В 1970-х годах на дальневосточном поселении на утёсе Гася в месте слияния реки Амур и протоки Малышевской неподалёку от Сикачи-Аляна академиком А. Окладниковым и доктором исторических наук В. Медведевым была выделена древнейшая на Нижнем Амуре неолитическая осиповская культура кочующих охотников (радиоуглеродная дата 12960±120 лет назад). Название осиповская культура получила от селения Осиповка, находившегося некогда у железнодорожного моста через Амур у Хабаровска. Самая древняя керамика на территории России относится к осиповской культуре. По результатам радиоуглеродного датирования её памятники существовали в промежуток времени с 13300 по 7700 л. н. Неолитические памятники с керамикой и ранними датами есть также на севере Японии и в Корее. В поселениях осиповской культуры XI тысячелетия до н. э. были обнаружены украшения из алевролита, кольцо и диск из нефрита.
В период неолита многие племена жили уже оседло, чему способствовали благоприятные климатические и природные условия.
С древности на территории Приамурья Хабаровского края проживали палеоазиатские, тунгусские племена.
В Средние века территория современного Хабаровского края была населена в основном народами тунгусо-маньчжурской языковой группы, а также нивхами. В Китае они были известны под собирательным названием «дикие чжурчжэни».
В XIII—XIV веках монгольские правители Китая неоднократно организовывали экспедиции на нижний Амур, где у нынешнего села Тыр в низовьях Амура (около 100 км выше устья) они в 1263 году основали свою «Ставку маршала восточных походов» и примерно в то же время возвели кумирню.
В XV веке у того же села Тыр несколько экспедиций династии Мин под руководством евнуха Ишиха возвели буддийский храм Юннин и установили стелы (так называемые Тырские стелы, ныне хранящиеся в музее во Владивостоке). Однако подчинение местных племён китайским властям было довольно номинальным. После отбытия китайцев и пожара в храме он не был восстановлен местными жителями.

### Русские первопроходцы
До появления русских здесь проживали племена дауров, эвенков, натков, гиляков и другие, всего около 30 тысяч человек. Освоение землепроходцами Русского государства Дальнего Востока начинается в XVII веке. В 1639 году отряд казаков-землепроходцев во главе с Иваном Москвитиным вышел к берегам Охотского (тогда Ламского) моря. В устье реки Ульи был поставлен первый острог. В 1647 году Семёном Шелковниковым был основан Охотский острог. Это были первые русские поселения в Хабаровском крае.
В 1649 году русский землепроходец Ерофей Павлович Хабаров с отрядом в 70 человек отправился из Якутска на разведку новых земель. Поднявшись по реке Лене, Е. П. Хабаров составил «Чертёж реке Амуру» и отчёт в Москву, в котором писал: «…Даурская земля будет прибыльнее Лены… и против всей Сибири будет место в том украшено и изобильно…» С тех пор интерес российских государей к Дальнему Востоку не утихал.
Приамурье быстро осваивалось русскими переселенцами. Были основаны новые остроги: Албазинский (1651), Ачанский (1652), Кумарский (1654), Косогорский (1655) и другие, а также крестьянские сёла: Солдатово, Игнашкино, Покровское, Монастырщина, Андрюшкино и другие. К началу 1680-х годов в бассейне Амура проживало до 800 мужских душ. Было распахано более тысячи десятин пашни. Собирались хорошие урожаи.
Весь Амур до Татарского пролива и территория к востоку от Аргуни до Большого Хингана вошли в состав российского государства.
Открыто крупное месторождение руды.
Были образованы Нерчинский уезд, Албазинское воеводство, ставшие центрами русской деятельности на Амуре.
Однако процесс освоения края был прерван в связи с агрессией Цинской империи. С начала 80-х годов XVII века маньчжуры вступили в открытый конфликт с Русским государством. Военные действия велись в Забайкалье и на Амуре. Русское царство не собиралось уступать дальневосточные рубежи. Наряду с защитой Албазина (1685—1686) были предприняты попытки урегулировать вопрос путём переговоров. В Пекин отправилось русское посольство. Но, не имея возможности перебросить в Приамурье крупные военные силы, Русское царство было вынуждено подписать Нерчинский договор (1689). Согласно его территориальным статьям, российские подданные покидали левобережье Амура. Точной границы между двумя государствами установлено не было. Огромный край, успешно осваивавшийся длительное время, превращался в пустынную, никому не принадлежавшую полосу. Русскому царству удалось лишь отстоять право на Забайкалье и побережье Охотского моря.
В XVIII веке Охотск становится главным тихоокеанским портом страны. Освоение северных берегов Тихого океана, исследования Курильских островов и Сахалина готовили основы для русского освоения Приамурья.

### Развитие Приамурья в XIX веке
Энергичные шаги по возвращению России Приамурья предпринял Николай Николаевич Муравьёв, назначенный в 1847 году генерал-губернатором Восточной Сибири. Ему принадлежат слова: «Кто будет владеть устьями Амура, тот будет владеть и Сибирью». При широкой поддержке Муравьёва был разрешён запутанный вопрос о судоходности устья и лимана Амура и об островном положении Сахалина. Выдающуюся роль в разгадке этой географической задачи сыграл Геннадий Иванович Невельской. В 1850 году он поднял российский флаг в устье Амура и основал Николаевский военный пост (ныне город Николаевск-на-Амуре), ставший с 1855 года главной морской базой страны на Тихом океане.
В 1854—1856 годах были проведены сплавы войск и казаков по Амуру. Это позволило поставить новые посты, станицы, селения: Мариинское, Успенское, Богородское, Иркутское и другие. Число русского населения в крае заметно увеличивалось.

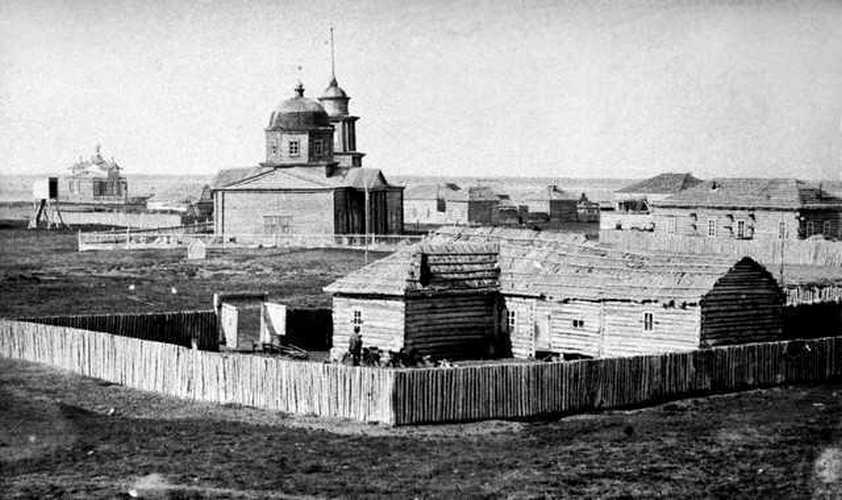
Охотск в 1912 году

В 1858 году был подписан Айгунский, а в 1860 году Пекинский договор, согласно которому Российской империи отходили территории Дальнего Востока южнее Амура.
В 1858 году были заложены Хабаровск, Софийск, Иннокентьевка, Корсаково, Казакевичево и другие опорные пункты. С 1858 по 1860 год на Амур было переселено более трёх тысяч человек. Ими были поставлены сёла Воронежское, Вятское, Троицкое, Пермское, Тамбовское и другие. Среди первых переселенцев было много раскольников-старообрядцев. К началу 1830-х годов примерно половина населения Приамурья состояла из старообрядцев.
В 1856 году была образована Приморская область. В 1858 году она включала в себя 6 округов: Охотский, Николаевский, Софийский, Петропавловский, Гижигинский, Удский. В 1860 году в составе области был образован Южно-Уссурийский край.
В 1884 году было образовано Приамурское генерал-губернаторство в составе Забайкальской, Амурской и Приморской областей с центром в городе Хабаровске. Это деление сохранилось до конца XIX века.
До конца XIX века заселения Приамурья шло медленными темпами. Ситуация стала меняться к началу XX века.
В 1900 году открывается движение по Забайкальской железной дороге, а в 1902 году по Китайско-Восточной, ускорив приток в край переселенцев.
Война с Японией в 1904—1905 годах нарушила переселенческие планы. С января 1904 года по март 1906 года не только Приамурье, но и вся Восточная Сибирь были закрыты для переселения, так вся работа Транссибирской магистрали была подчинена исключительно потребностям военных. В 1906—1907 годах, после завершения войны, начинается мощный приток новосёлов. С 1900 по 1913 годах в Приамурский край прибыло около 300 тысяч крестьян из других частей страны.
Особенностью заселения края являлось то, что значительная часть переселенцев оседала в городах. По данным Всероссийской переписи населения 1897 года в Европейской части страны горожане составляли 12,8 %, в Амурской области — 27,3 %, в Приморской — 22,7 %.
К 1915 году на карте Приморской области было более шести тысяч населённых пунктов. В них проживало 316 300 человек, из них 43 500 человек — в Хабаровском уезде. На территории, относящейся к современному Хабаровскому краю, находились три города: Хабаровск, Николаевск-на-Амуре и Охотск.

### Революция
События 1917 года вызвали неоднозначную оценку различных слоёв дальневосточников. Решительные действия Советов вызвали одобрение одних и неприятие других. Раскол общества на «красных» и «белых» не миновал край. Гражданская война, отягощённая вмешательством интервентов, привела к огромным людским жертвам и тяжелейшей экономической катастрофе.
Для предотвращения военного столкновения Советской России с Японией и решения задачи мирной ликвидации интервенции на территории Забайкалья, Амурской и Приморской областей 6 апреля 1920 года была создана Дальневосточная республика (ДВР). В 1921 году Япония, не сумев дипломатическим путём подчинить своему влиянию Дальневосточную республику, в 1921 году предприняла шаги по активизации боевых действий белых войск. Действия Народной революционной армии Дальневосточной республики, поддержанные красными партизанскими отрядами, привели к победе в Волочаевской операции и освобождению Хабаровска, взятию Спасска, вступлению во Владивосток. 15 ноября 1922 года Дальневосточная республика была преобразована в Дальневосточную область РСФСР. В декабре 1923 года в Хабаровск из Читы был перенесён её административный центр. Восстановление довоенного уровня народного хозяйства завершилось к 1926 году. А 4 января 1926 года Дальневосточная область была упразднена и преобразована в Дальневосточный край.

### Советский период
Новое обострение международной обстановки на дальневосточных границах страны потребовало укрепления обороноспособности края. В результате чего развернулись процессы реорганизации промышленности, транспорта, сельского хозяйства. Открылись новые учебные заведения. Были основаны такие города как Комсомольск-на-Амуре, Биробиджан. Открывались заводы и фабрики, развивалась транспортная сеть. С 1933 года в Хабаровске начали принимать радиопередачи из Москвы, а в 1936 году завершена была прокладка телефонной линии Москва — Дальний Восток. Продолжалось переселение в край из центральных районов страны. К 1939 году население Дальневосточного края увеличилось до 2,5 млн человек.
20 октября 1938 года Указом Президиума Верховного Совета СССР Дальневосточный край был разделён на Хабаровский и Приморский. Хабаровский край состоял из Хабаровской, Амурской, Нижнеамурской, Сахалинской, Камчатской (с Корякским и Чукотским национальными округами) областей, Еврейской АО и трёх северных районов, непосредственно подчинённых крайисполкому. 31 мая 1939 года Верховный Совет СССР утвердил создание края.
В 1939 году была ликвидирована Хабаровская область, а на севере края образован Колымский округ, ликвидированный в том же году.
В 1947—1948 годах из состава Хабаровского края были выделены Сахалинская и Амурская области.
15 сентября 1948 года Президиум Верховного Совета РСФСР постановил «Передать город Советская Гавань вместе с пригородной зоной из Приморского края в Хабаровский край»
В 1953 году была образована и вышла из состава края Магаданская область, в подчинение которой из состава Камчатской области был передан Чукотский национальный округ.
В 1956 году самостоятельной стала Камчатская область (с Корякским национальным округом) (с 2007 года после объединения последних — Камчатский край) и была упразднена Нижнеамурская область, а её районы подчинены непосредственно Хабаровскому краю.

### Современная Россия
После принятия новой Конституции Российской Федерации 1993 года Еврейская автономная область вышла из состава Хабаровского края и стала равноправным субъектом Российской Федерации.
В 2004 году в ходе визита в Китай В. В. Путин принял окончательное решение о передаче китайцам острова Тарабаров и половины острова Большой Уссурийский на реке Амур и острова Большой на реке Аргунь.
В декабре 2018 центр края город Хабаровск лишился статуса центра Дальневосточного федерального округа. Вместо него этот статус занял центр Приморья — Владивосток.

## Физико-географическая характеристика
Территория края простирается с юга на север на 1800 км, с запада на восток — на 125—750 км. Общая площадь территории края составляет 788 600 км², это 4,5 % всей территории страны. По территории он немного превосходит Иркутскую область, занимая 4-е место по территории среди субъектов России, а также Новую Гвинею — 2-й по величине остров в мире. Лесной фонд составляет 75,5 млн га 755 тыс. км², лесные земли 59,2 млн га 592 тыс. км². По территории примерно сопоставим с Турцией.

### Часовой пояс
Весь Хабаровский край находится в 8-й часовой зоне (MSK+7). Относительно Московского времени часовая зона имеет постоянное смещение +7 часов. Смещение относительно UTC составляет +10:00.

### Рельеф

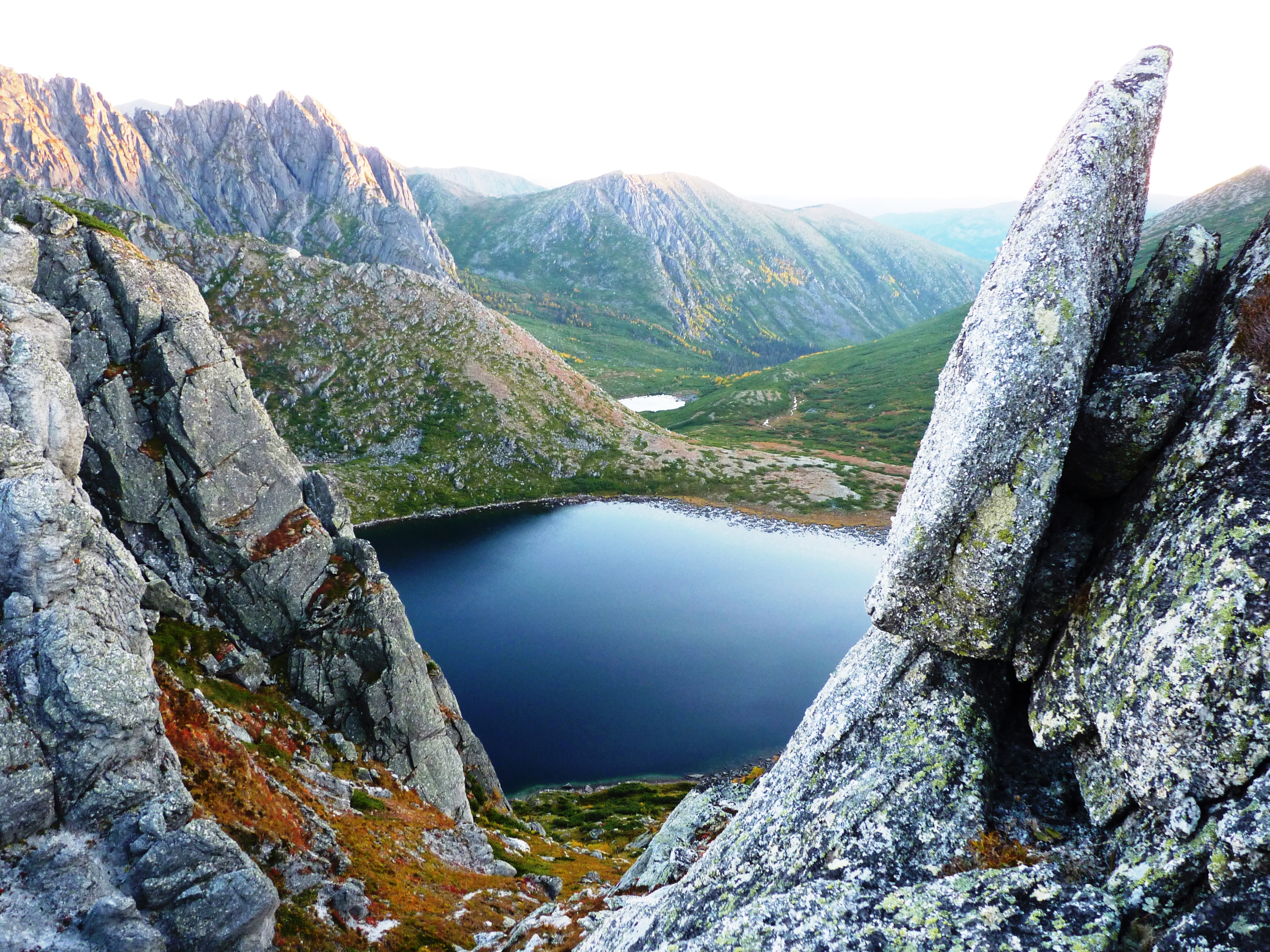
Дуссе-Алинь

Основные горные хребты: Сихотэ-Алинь на юго-востоке края, Буреинский, Дуссе-Алинь, Баджальский и Ям-Алинь на юго-западе, Сунтар-Хаята, Юдомский и Джугджур на севере. Высочайшая точка — гора Берилл (2933 м), низшая — уровень моря.
Гораздо меньшие площади приходятся на низменности в долинах рек: Среднеамурскую, на которой стоит Хабаровск, Нижнеамурскую, Удскую и Улья-Охотскую.

### Бурейский оползень
В декабре 2018 года с крутого левого склона долины Буреи сошёл оползень, перекрывший русло и образовавший плотину. В Институте водных и экологических проблем Дальневосточного отделения Российской академии наук (ИВЭП) заявили, что вышедшая весной из берегов река может подтопить три окрестных села и повлиять на работу Бурейской ГЭС. Бурейский оползень назвали крупнейшим в стране за последние годы. Объём сошедшего грунта составляет около 34 миллионов кубометров. В месте схода грунта на площади 1,6 квадратных километров с противоположной стороны реки Буреи уничтожены все деревья, это подтвердили спутниковые снимки, на которых зафиксировано состояние местности между 9 и 12 декабря.

### Климат

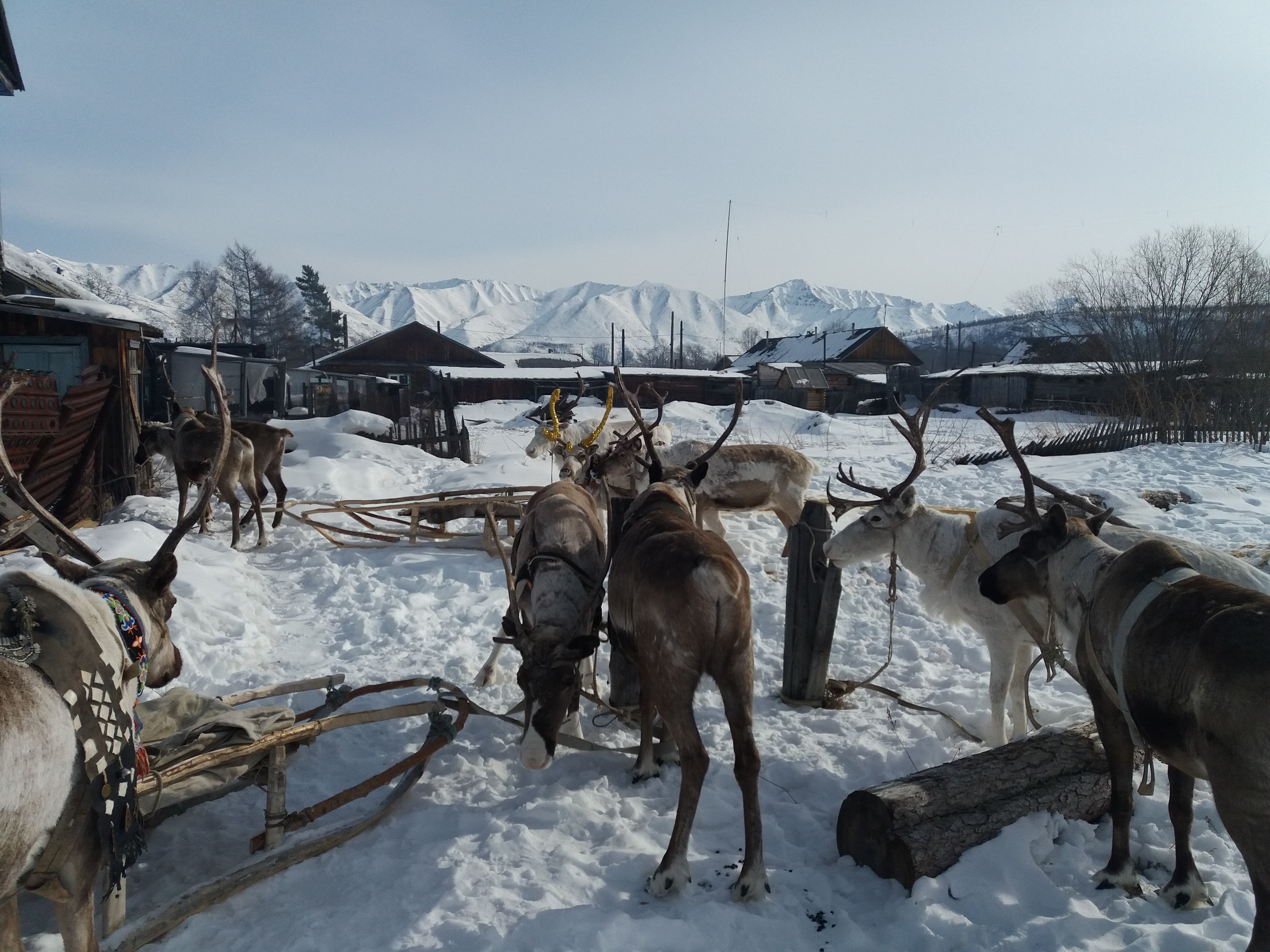
Село Арка на границе субарктического и умеренного поясов

Климатические условия меняются при движении с севера на юг, зависят также от близости к морю и от формы и характера рельефа. Хабаровский край расположен в пределах двух климатических поясов.
- Субарктический пояс
  - Сибирская область (континентальная часть Охотского района)
- Умеренный пояс
  - Континентальная восточно-сибирская область (приграничная с Якутией территория)
  - Тихоокеанская область (северное побережье Охотского моря)
  - Муссонная дальневосточная область (западное побережье Охотского моря, юг Хабаровского края)[27]. Данной области соответствует умеренный муссонный климат.

Зима в крае продолжительная и суровая, от сухой в континентальных районах до снежной на побережье Охотского моря. Количество преимущественно зимних месяцев с отрицательной средней температурой увеличивается от 5 на юге края до 7 на его севере. Среднемесячная температура воздуха в январе меняется в диапазоне от −19 °C на юге и до −37 °C на севере края, на побережье Японского и Охотского морей — от −14 °C до −20 °C. Абсолютный минимум температуры даже на юге края достигает −50 °C, на самом севере и северо-востоке края в предгорьях температура может падать несколько ниже -60, как дважды последний раз было в январях 1996 и 1982 годов. Лето избыточно влажное, кроме долин в континентальной восточно-сибирской области. На побережье оно прохладное, а в бассейне Уссури такое же жаркое, как на юго-востоке Черноземья. Средняя температура воздуха самого тёплого месяца на юге края достигает 22 °C, на севере падает до 14…19 °C, на побережье повышается от 13 °C в районе Шантарских островов до 18 °C в устье Амура.
Годовая сумма осадков колеблется от 340—970 мм на севере и до 600—910 мм на равнинах и склонах хребтов южнее Уды. Меньше всего осадков (менее 400 мм) отмечено на границе с Якутией. Больше всего осадков (свыше 900 мм) наблюдается у подножья Джугджура, в Аяне, и на хребте Сихотэ-Алинь, в Гвасюгах. На юге края до 90 % осадков выпадает с апреля по октябрь, особенно много их в июле и августе.
В Хабаровском крае два района: Аяно-Майский и Охотский (а также Шантарские острова) — являются районами Крайнего Севера.
Территории, приравненные к районам Крайнего Севера: Ванинский, Верхнебуреинский, Комсомольский, Николаевский, имени Полины Осипенко, Советско-Гаванский, Солнечный, Тугуро-Чумиканский и Ульчский районы; города: Амурск, Комсомольск-на-Амуре, Николаевск-на-Амуре и Советская Гавань; посёлок городского типа Эльбан Амурского района; сёла Ачан, Джуен, Вознесенское, Омми, Падали Амурского района.
Граница островной многолетней мерзлоты проходит примерно через Комсомольск-на-Амуре. По среднегорьям Сихотэ-Алиня она спускается южнее, в Приморский край. Низкогорья Сихотэ-Алиня, прилегающие к побережью Японского моря, свободны от островной многолетней мерзлоты приблизительно до границы Ванинского и Ульчского районов. На севере Хабаровского края распространена прерывистая и сплошная мерзлота.
Средняя температура воды в августе на побережье Японского моря составляет 13…17 °C. У берегов Амурского лимана она достигает пригодных для купания 18…20 °C. В устье Амура зафиксирована максимальная температура 29 °C. В Охотском море по направлению к Шантарским островам средняя августовская температура воды резко падает до 10 °C, у самих островов, возможно, ещё ниже, так как измерения здесь не проводятся. После поворота на север температура повышается до 14 °C в Охотске. Первым весной освобождается ото льда Японское море, а последние льдины вокруг Шантарских островов могут дотаивать к осени.

### Растительный мир
В Хабаровском крае представлены ландшафты тайги, подтайги и широколиственных лесов. Тайга делится на северную (Охотский район), среднюю и южную подзоны. По экологическим свойствам бывает светлохвойной и темнохвойной. Основной ареал светлохвойных лесов тяготеет к вечной мерзлоте на прилегающих к Якутии территориях. Темнохвойные леса растут преимущественно на хребте Сихотэ-Алинь, нижнем Амуре и горах юго-запада края. Подтайга расположена между Хабаровском и Комсомольском-на-Амуре. Аналогичный ей низкогорный пояс протянулся вдоль Японского моря от Советской Гавани до границы с Приморским краем. Широколиственнолесные ландшафты находятся в бассейне реки Уссури. На широтную зональность налагается высотная поясность гор, что делает растительный покров Хабаровского края более сложным, добавляя гольцовый пояс (горные тундры), пояс стлаников и лиственничных редин с фрагментами каменноберёзовых лесов.
Лесообразующими породами в бореальных лесах являются лиственница Гмелина, сосна обыкновенная, ель аянская, пихта белокорая, берёза плосколистная и осина. Меньшие площади заняты елями сибирской и корейской. В неморальных лесах преобладают корейский кедр, дуб монгольский и липа амурская, реже — ясень маньчжурский, вяз японский, берёзы ребристая и даурская. Азональные пойменные леса состоят из различных видов ивы, чозении, тополя душистого и ольхи волосистой.
В поймах рек и на низких надпойменных террасах встречаются азональные влажные луга и болота. Остепнённые внепойменные луга менее характерны, чем для соседней Амурской области. Растут они на луговых подбелах, не находящихся на одной ступени с лугово-чернозёмновидными почвами «амурских прерий», а являющихся частью подбелов — зональных почв смешанных и широколиственных лесов.
В бассейне реки Хор сохранился уникальный для материковой части Дальнего Востока России ельник падубовый, в нижних ярусах которого растут тис остроконечный и падуб морщинистый. Среди прочих реликтов выделяются своей декоративностью бархат амурский, аралия высокая, однопокровница амурская, хлорант японский и папоротник кониограмма средняя. В Красную книгу Хабаровского края занесено более 250 видов растений, некоторые из них: микробиота перекрёстнопарная, вейгела приятная, крыжовник буреинский, сассапариль Максимовича, адлумия азиатская, венерины башмачки, мак снежный, пион молочноцветковый и бадан тихоокеанский (разновидность бадана толстолистного).

Контрасты растительного покрова юга Хабаровского края
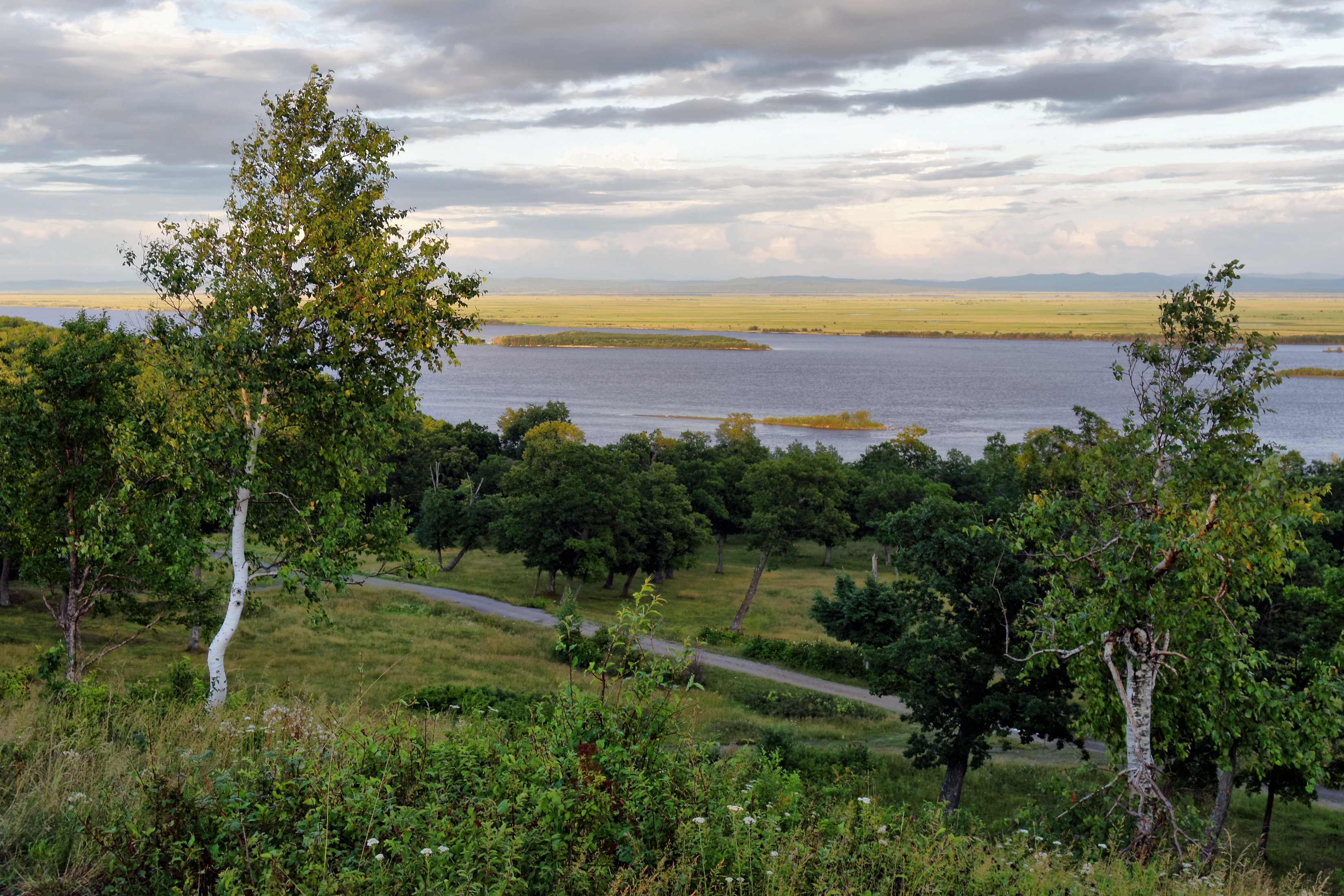
Дубовая роща на берегу Амура
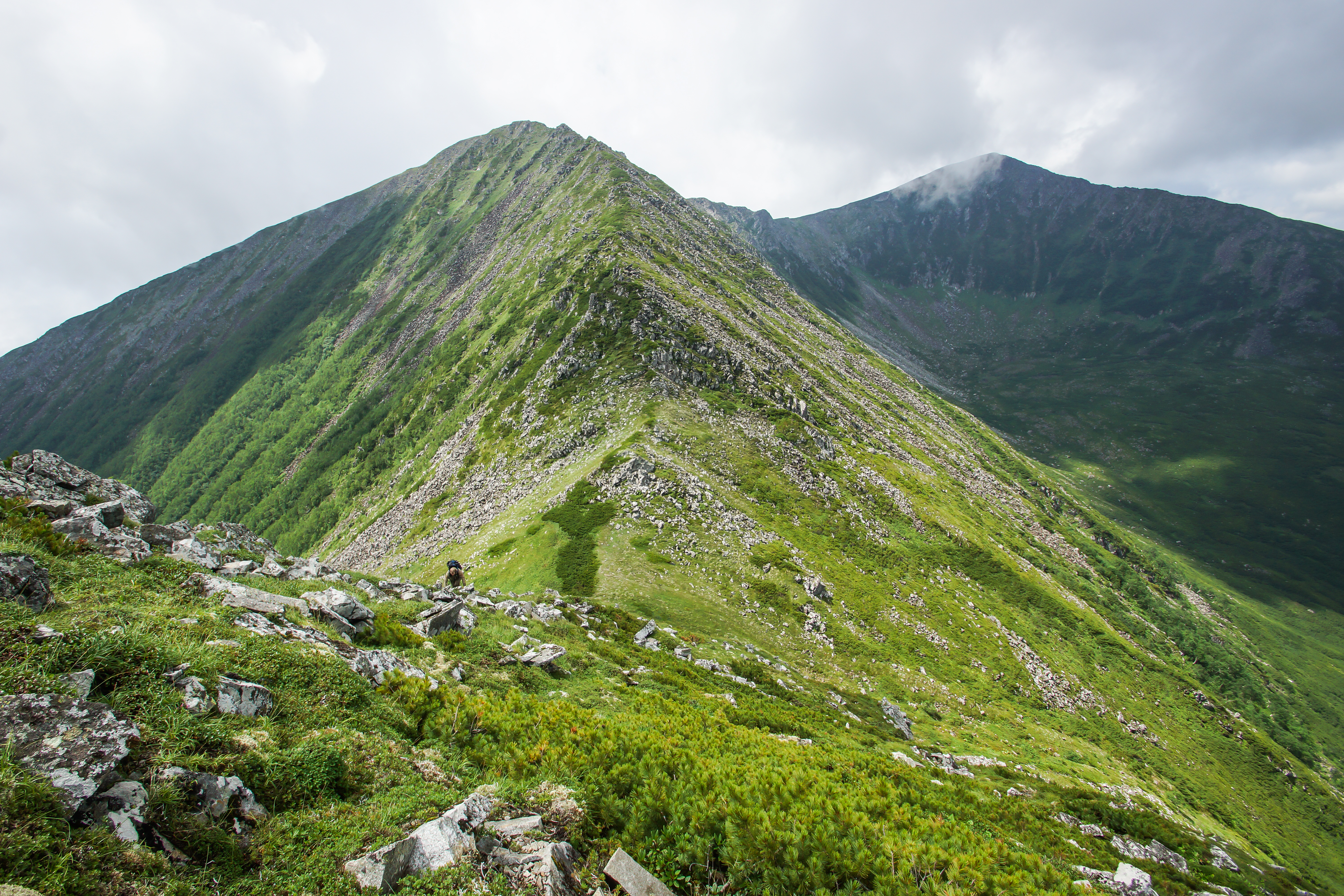
Гольцы и стланики, вид с горы Ко
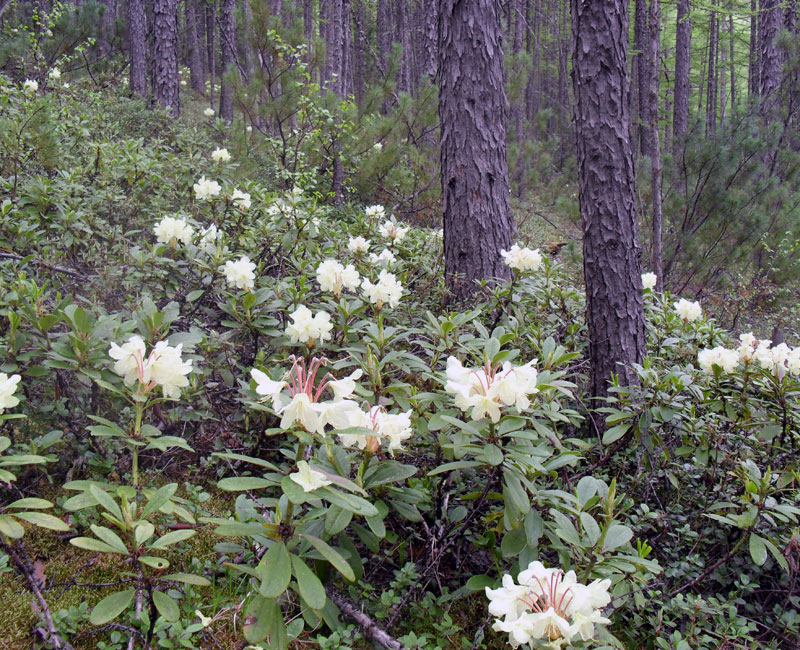
Рододендроны в светлохвойной тайге
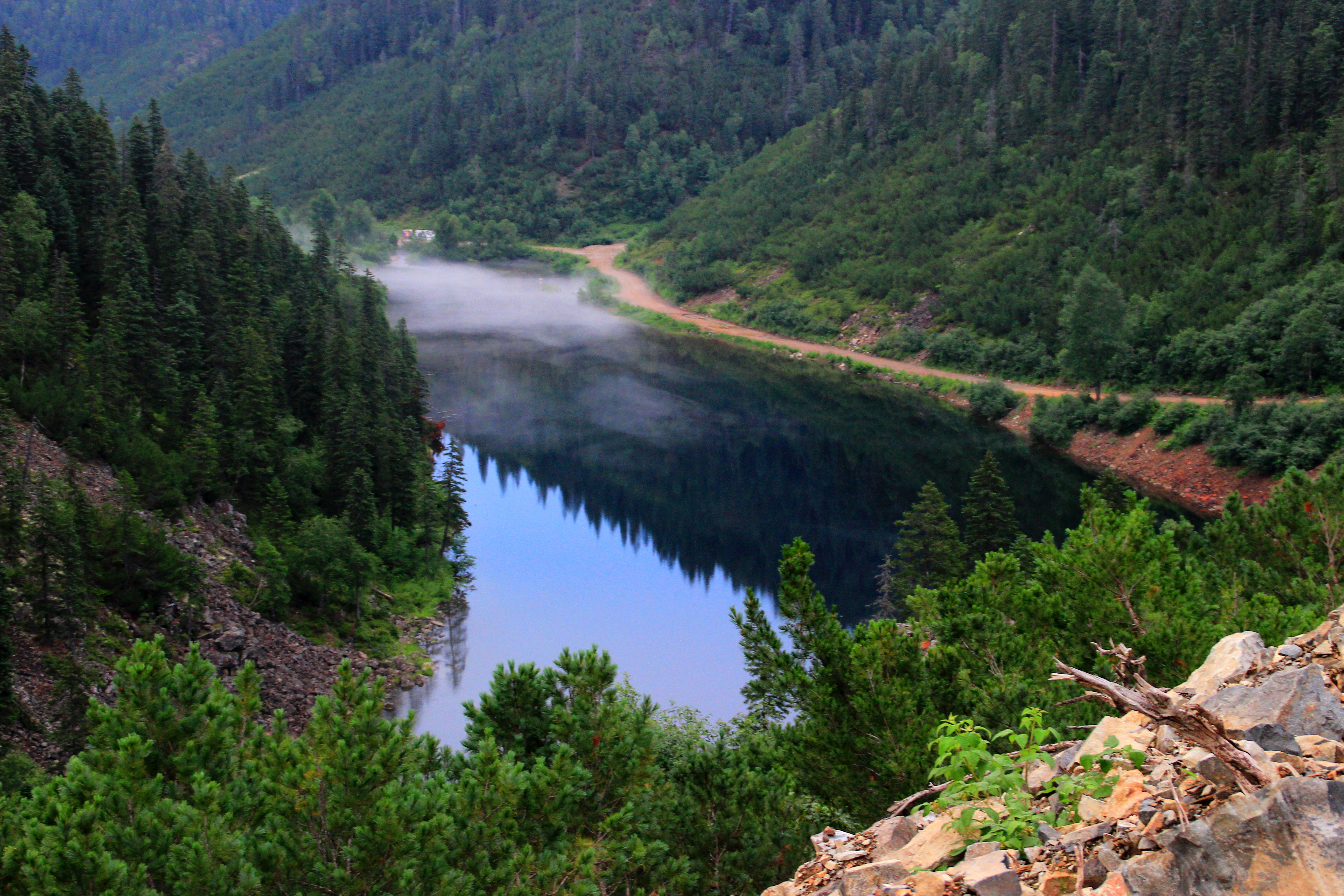
Темнохвойные леса у озера Амут
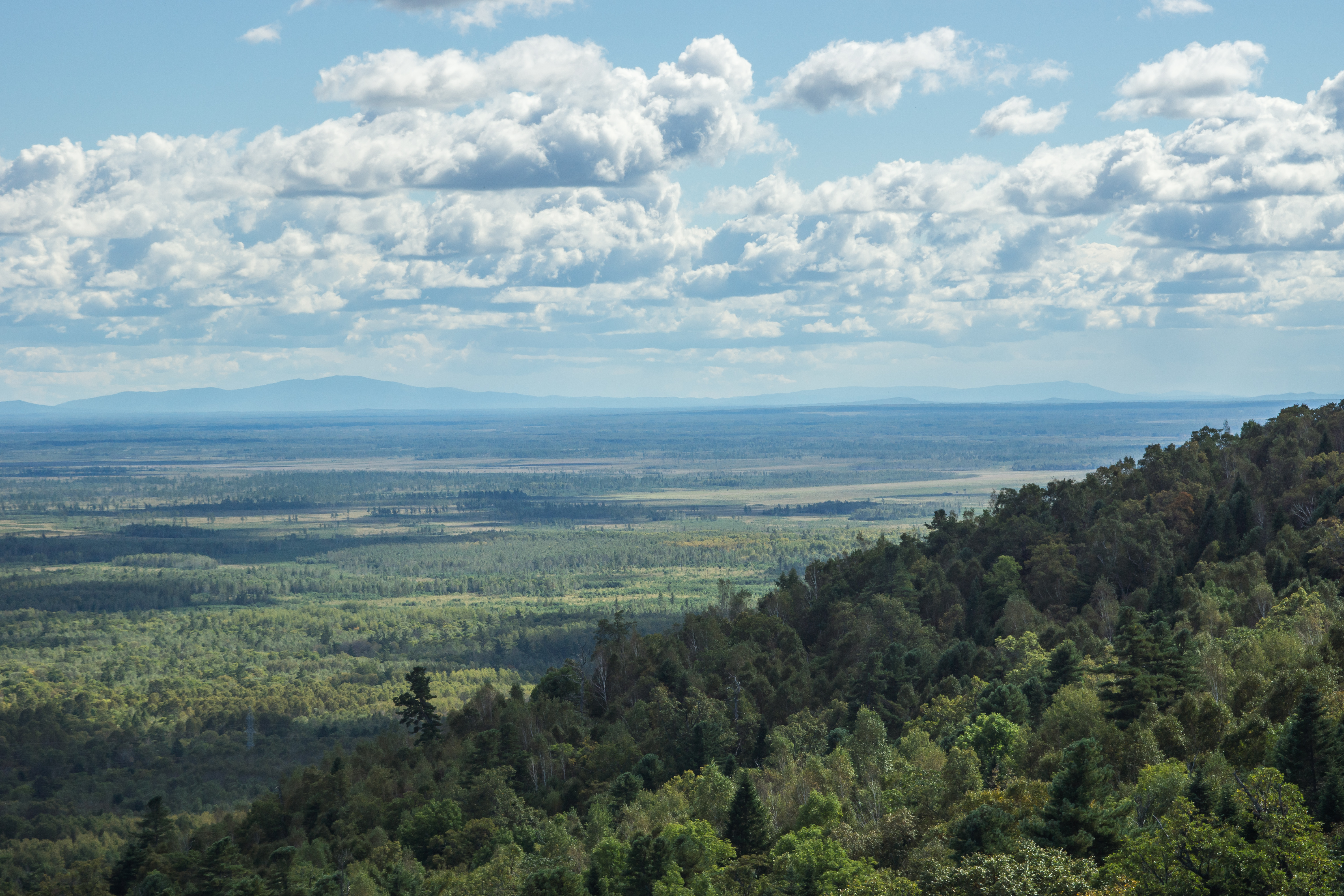
Кедрово-широколиственные леса Хехцира
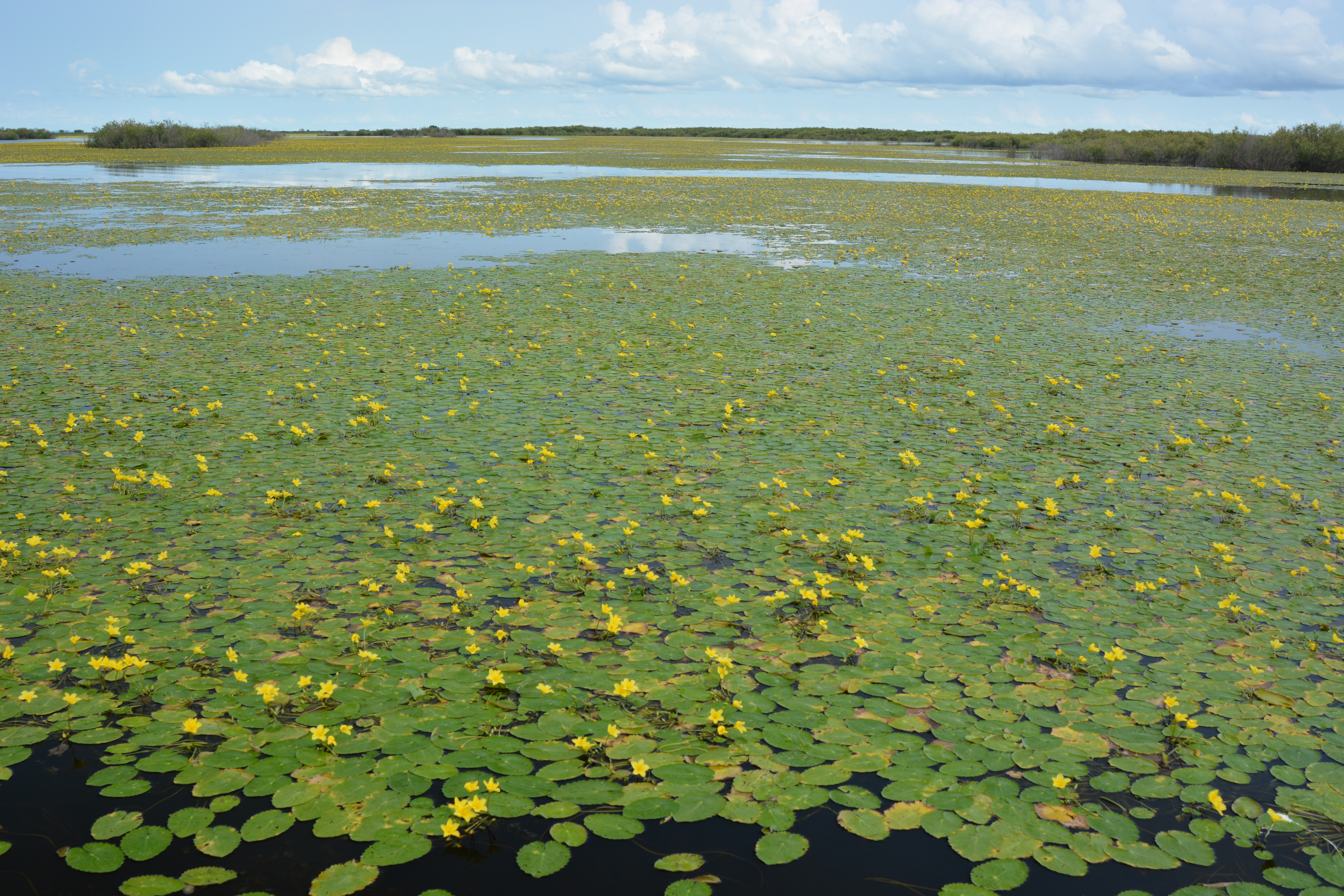
Болотоцветники Болоньского заповедника
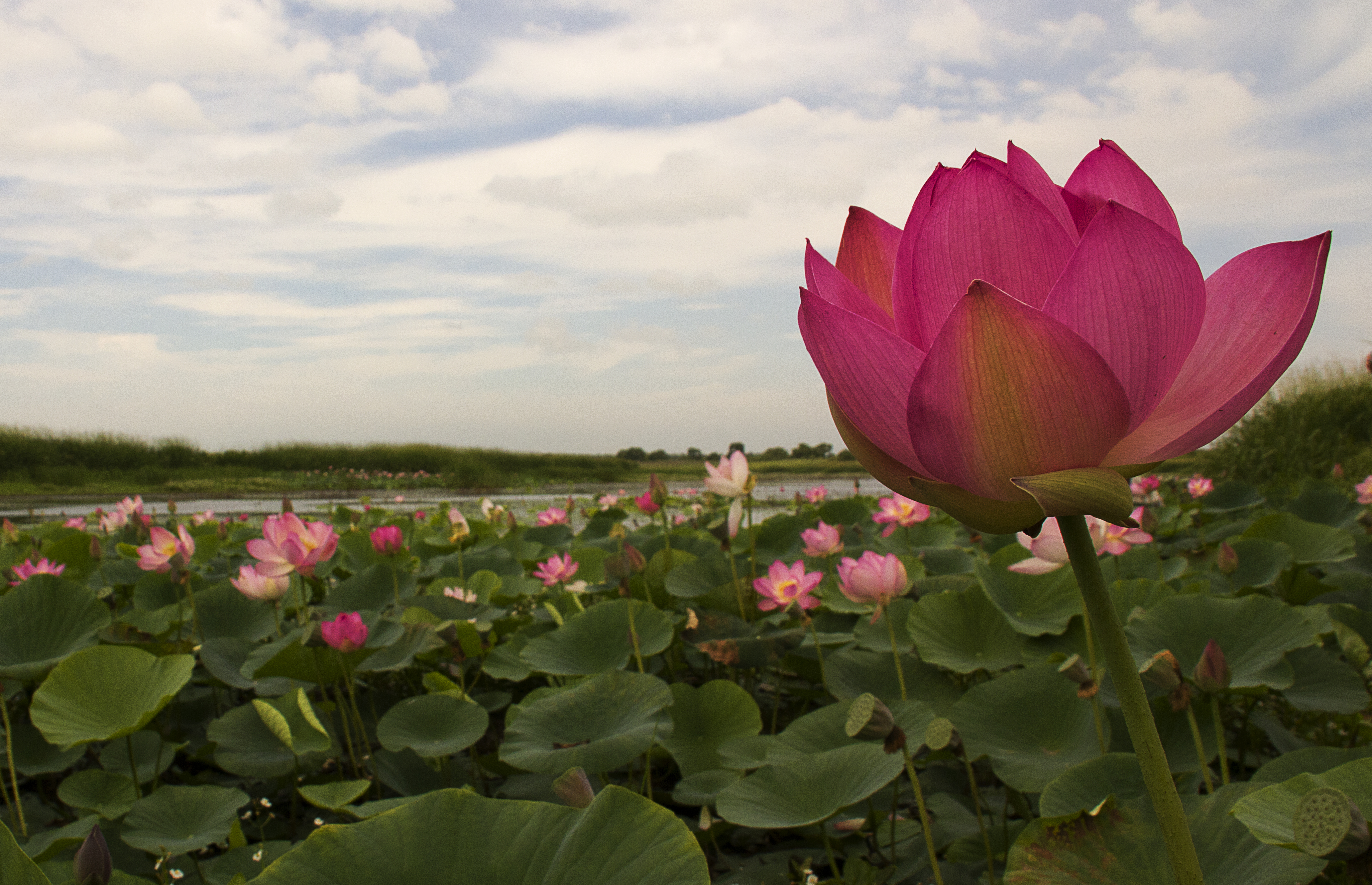
Лотосы острова Большой Уссурийский
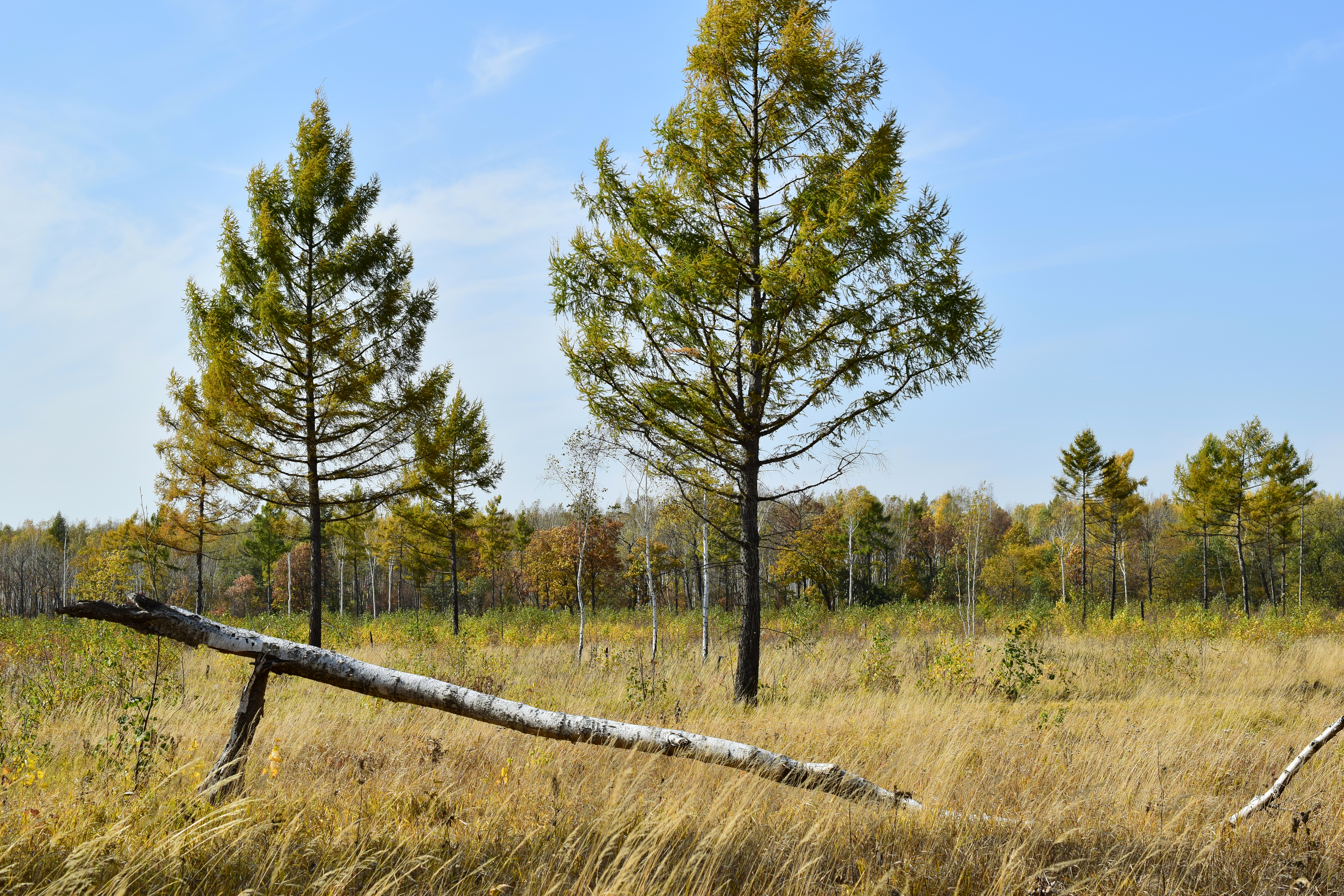
Марь
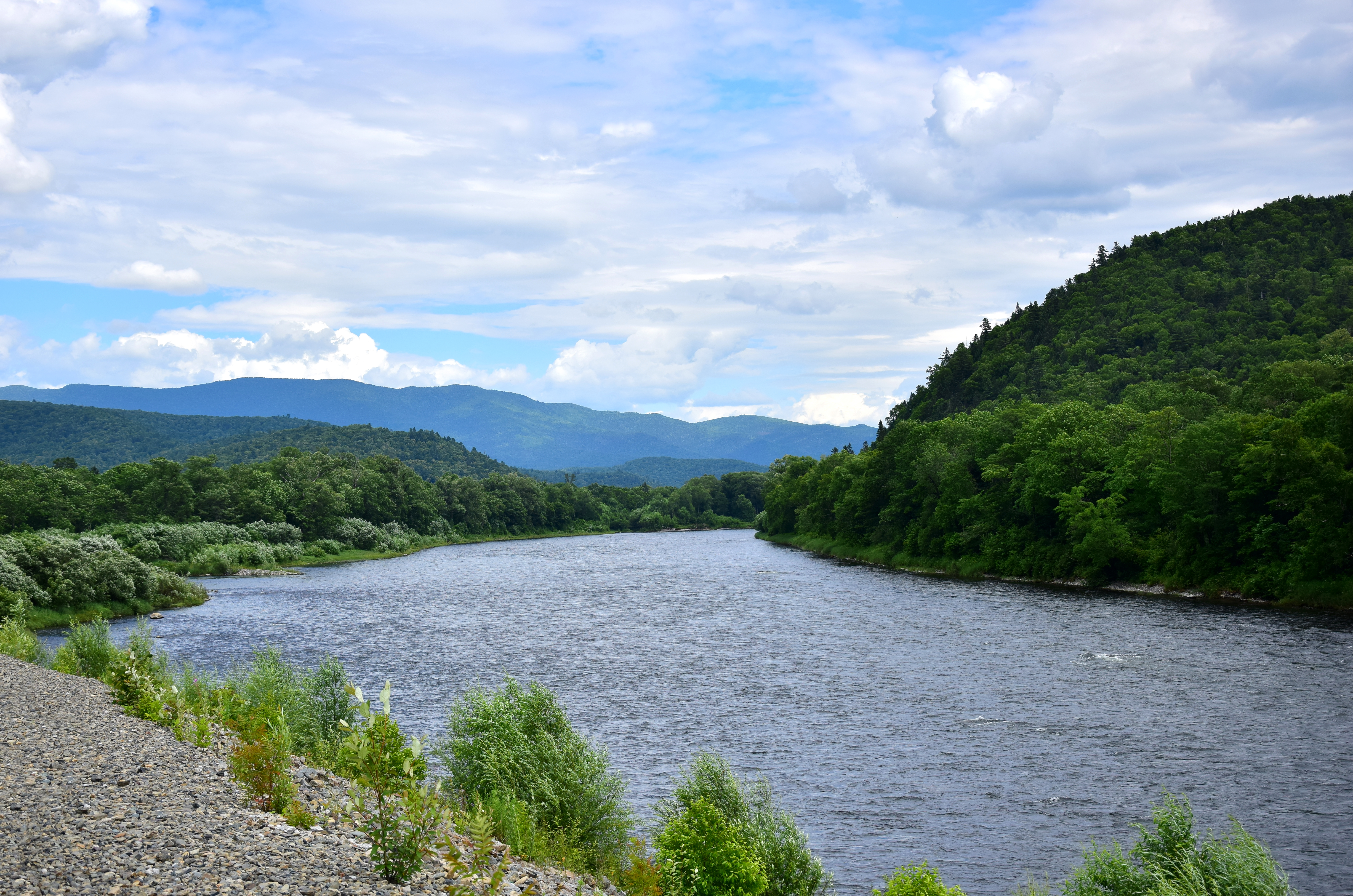
Пойменные и смешанные леса вдоль Анюя
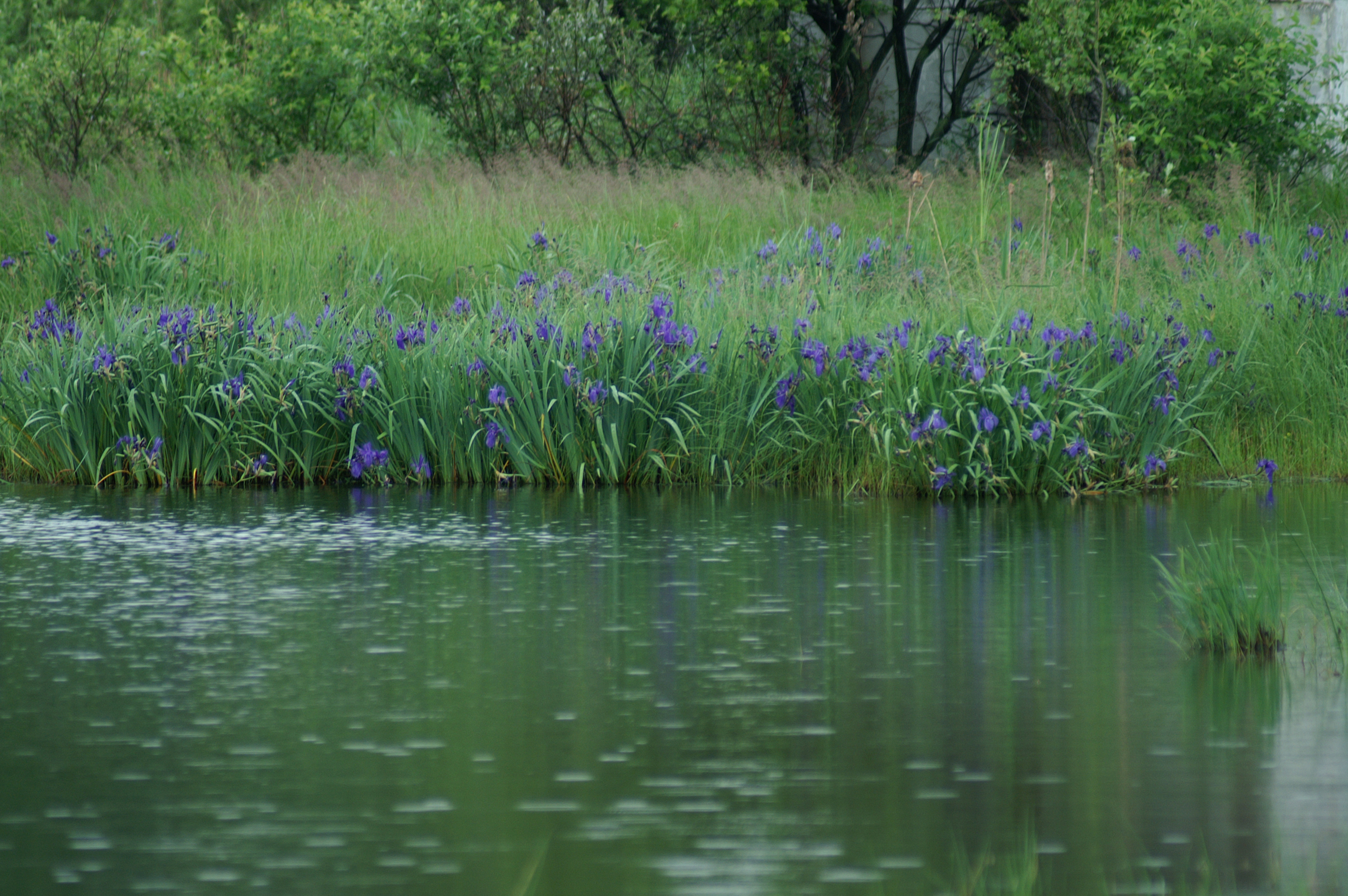
Ирисы у воды

## Население
Численность населения края по данным Росстата составляет 1 273 488 чел. (2025). Плотность населения — 1,62 чел./км² (2025). Городское население — 
84,71 % (2022).
В целом Хабаровский край — один из самых малонаселённых регионов России, что обусловлено, во-первых, общим экономическим упадком постсоветского времени, а во-вторых — суровостью местного климата, сравнимой с районами Крайнего Севера. Средняя плотность населения в крае 1,62 чел./км², в северных и центральных районах региона она не превышает 0,1 — 0,2 чел./км², что соответствует показателям крайнего севера. К северу от Комсомольска более-менее крупные населённые пункты практически отсутствуют. Только более южные, развитые районы заселены плотнее — от 1 до 6 чел./км². Численность населения края из-за отрицательного естественного прироста постоянно уменьшается.
Всё и городское население (его доля) по данным всесоюзных и всероссийских переписей (1939 г. — без учёта Амурской, Камчатской, Сахалинской и Еврейской автономной областей, 1959—1989 гг. — без учёта Еврейской автономной области):

### Национальный состав (2010)
- Русские — 1 183 292 (91,8 %)
- Украинцы — 26 803 (2,1 %)
- Нанайцы — 11 009 (0,8 %)
- Корейцы — 8015 (0,6 %)
- Татары — 7836 (0,6 %)
- Белорусы — 4804 (0,4 %)
- Эвенки — 4654 (0,4 %)
- Китайцы — 3898 (0,3 %)
- Азербайджанцы — 3618 (0,3 %)
- Узбеки — 3212 (0,2 %)
- Евреи — 3044 (0,2 %)
- Армяне — 2943 (0,2 %)
- Ульчи — 2621 (0,2 %)
- Нивхи — 2149 (0,2 %)
- Немцы — 2098
- Мордва — 1409
- Чуваши — 1398
- Башкиры — 1265
- Буряты — 1009
- Якуты — 982
- Молдаване — 886
- Цыгане — 807
- Удэгейцы — 620
- Эвены— 575 (0,04 %)
- Негидальцы — 480 (0,04 %)
- Орочи — 441 (0,03 %)
- Тазы — 430
- Ительмены — 2
- Лица, не указавшие национальность — 55 038 (4,09 %)

### Религия
Численность религиозных организаций в Хабаровском крае:
- Русская православная церковь — 48
- Христиане веры евангельской — 32
- Евангельские христиане-баптисты — 17
- Пресвитериане — 12
- Адвентисты седьмого дня — 11
- Евангельские христиане — 9
- Свидетели Иеговы — 7
- Ислам — 6
- Иудаизм — 3
- Лютеране — 3
- Методисты — 3
- Римско-католическая церковь — 3
- Бахаи — 1
- Буддизм — 1
- Кришнаиты — 1
- Мормоны — 1
- Новоапостольская церковь — 1
- Старообрядчество — 1

Всего — 160

## Органы власти

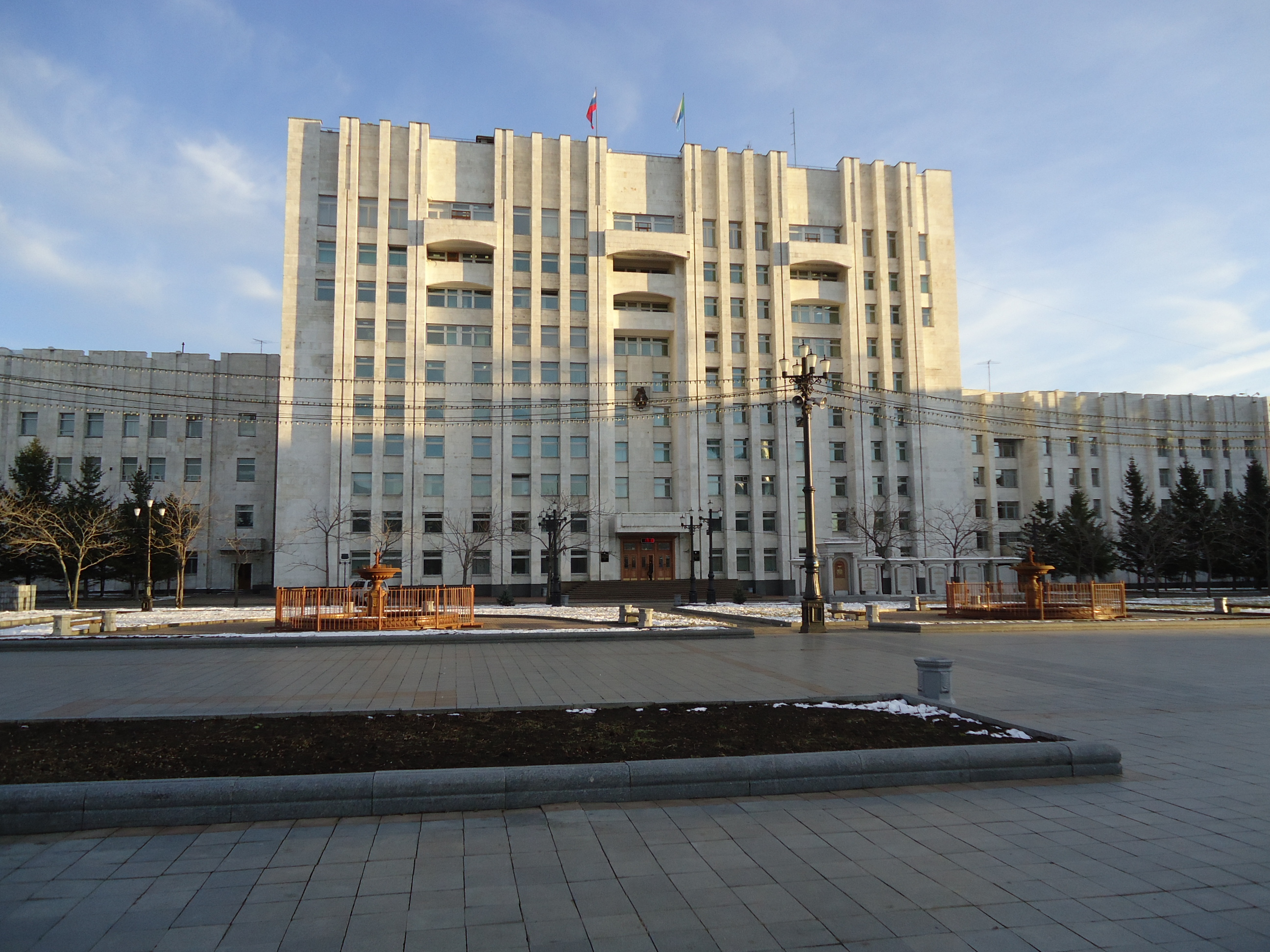
Здание Правительства Хабаровского края

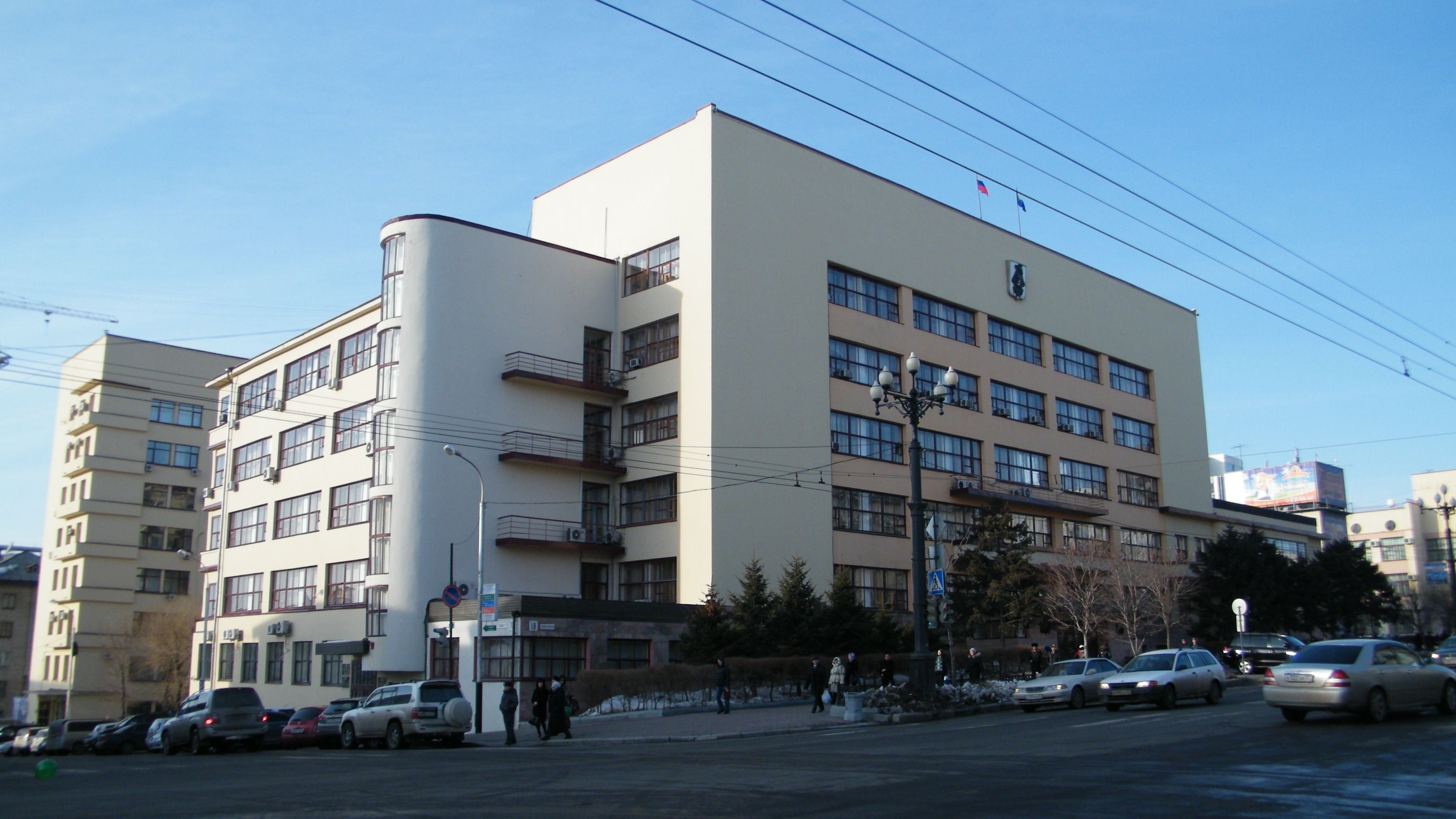
Законодательная дума Хабаровского края

Губернатор края является высшим должностным лицом исполнительной власти края. Он также представляет край в отношениях с федеральными органами России и с органами государственной власти других субъектов Российской Федерации.
Высшим исполнительным органом государственной власти Хабаровского края является Правительство Хабаровского края, которое с 13 сентября 2024 года возглавляет губернатор Дмитрий Демешин.
Постоянно действующим представительным и законодательным органом власти является Законодательная Дума Хабаровского края. Количественный состав Законодательного Собрания насчитывает 36 депутатов, избранных на пять лет, из которых 24 депутата избираются по одномандатным избирательным округам и 12 депутатов — по единому избирательному округу, образуемому на всей территории края, пропорционально числу голосов, поданных за списки кандидатов в депутаты, выдвинутые избирательными объединениями в соответствии с законодательством о выборах.
Судебную власть в Хабаровском крае осуществляют суды, входящие в единую судебную систему Российской Федерации.

### Генерал-губернаторы Приамурского края
- 1847—1861 — Муравьёв-Амурский Николай Николаевич — Енисейский губернатор, генерал-губернатор Восточной Сибири
- 1884—1893 — Корф Андрей Николаевич — генерал-губернатор Приамурского края
- 1893—1898 — Духовской Сергей Михайлович — генерал-губернатор Приамурского края
- 1898—1902 — Гродеков Николай Иванович — генерал-губернатор Приамурья
- с марта по сентябрь 1903 — Суботич Деан Иванович — Приамурский генерал-губернатор
- 1903—1904 — Линевич Николай Петрович — генерал-губернатор Приамурья
- 1904—1906 — Хрещатицкий, Ростислав Александрович — генерал-губернатор Приамурья
- 1906—1910 — Унтербергер Павел Фёдорович — Приамурский генерал-губернатор
- 1911—1917 — Гондатти Николай Львович — генерал-губернатор Приамурского края

### Главы со времени образования края
- 20.10.1938 — 16.02.1939 — Владимир Александрович Донской — первый секретарь Оргбюро по Хабаровскому краю
- 16.02.1939 — 02.01.1940 — Владимир Александрович Донской — первый секретарь краевого комитета ВКП(б)
- 02.01.1940 — 20.06.1945 — Геннадий Андреевич Борков — первый секретарь краевого комитета ВКП(б)
- 20.06.1945 — 01.03.1949 — Роман Капитонович Назаров — первый секретарь Краевого комитета ВКП(б)
- 01.03.1949 — 19.01.1954 — Александр Павлович Ефимов — первый секретарь краевого комитета ВКП(б)
- 20.01.1954 — 19.07.1955 — Аверкий Борисович Аристов — первый секретарь краевого комитета ВКП(б)
- 19.07.1955 — 22.02.1957 — Михаил Михайлович Стахурский — первый секретарь краевого комитета КПСС
- 22.02.1957 — 23.07.1970 — Алексей Павлович Шитиков — первый секретарь Краевого комитета КПСС
- 23.07.1970 — 28.09.1988 — Алексей Клементьевич Чёрный — первый секретарь краевого комитета КПСС
- 28.09.1988 — 17.04.1990 — Виктор Степанович Пастернак — первый секретарь Краевого комитета КПСС
- 12.10.1990 — 24.08.1991 — Сергей Андреевич Маркаров — первый секретарь краевого комитета КПСС
- 24.10.1991 — 30.04.2009 — Виктор Иванович Ишаев — глава администрации (с 2001 года — губернатор)
- 30.04.2009 — 06.05.2009 — Вячеслав Иванович Шпорт — и. о. губернатора
- 06.05.2009 — 28.09.2018 — Вячеслав Иванович Шпорт — губернатор
- 28.09.2018 — 20.07.2020 — Сергей Иванович Фургал — губернатор[52]
- 24.09.2021 — 14.05.2024 — Михаил Владимирович Дегтярёв — губернатор

## Административно-территориальное деление

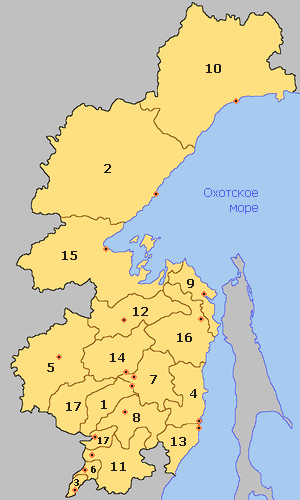
Административная карта Хабаровского края

В рамках административно-территориального устройства, край включает административно-территориальные и территориальные единицы: 6 городов краевого значения (Хабаровск, Комсомольск-на-Амуре, Амурск, Бикин, Николаевск-на-Амуре, Советская Гавань), 5 внутригородских районов (5 районов Хабаровска); 17 районов, 1 город районного значения (Вяземский), 18 рабочих посёлков, 412 сельских населённых пунктов.
В рамках муниципального устройства, край включает в себя 2 городских округа и 17 муниципальных районов, на территории которых располагаются 22 городских поселения и 191 сельское поселение. До 1993 года в состав края входила Еврейская автономная область.

## Городские округа и районы
| № на карте           | Название              | Код ОКАТО | Население, чел. | Территория, тыс. км² | Плотность, чел./км² | Административный центр |
| -------------------- | --------------------- | --------- | --------------- | -------------------- | ------------------- | ---------------------- |
| Городские округа     |                       |           |                 |                      |                     |                        |
|                      | Хабаровск             | 08 401    | ↗615 600        | 0,386                | 1594,82             |                        |
|                      | Комсомольск-на-Амуре  | 08 409    | ↘233 716        | 0,325                | 719,13              |                        |
| Муниципальные районы |                       |           |                 |                      |                     |                        |
| 1                    | Амурский              | 08 203    | ↘55 431         | 16,269               | 3,41                | Амурск                 |
| 2                    | Аяно-Майский          | 08 206    | ↘1784           | 167,229              | 0,01                | Аян                    |
| 3                    | Бикинский             | 08 209    | ↘20 968         | 2,483                | 8,45                | Бикин                  |
| 4                    | Ванинский             | 08 212    | ↘33 201         | 25,747               | 1,29                | Ванино                 |
| 5                    | Верхнебуреинский      | 08 214    | ↗24 654         | 63,561               | 0,39                | Чегдомын               |
| 6                    | Вяземский             | 08 217    | ↘18 998         | 4,318                | 4,4                 | Вяземский              |
| 7                    | Комсомольский         | 08 220    | ↘24 279         | 25,167               | 0,96                | Комсомольск-на-Амуре   |
| 11                   | имени Лазо            | 08 224    | ↘37 443         | 31,786               | 1,18                | Переяславка            |
| 8                    | Нанайский             | 08 228    | ↘13 914         | 27,644               | 0,5                 | Троицкое               |
| 9                    | Николаевский          | 08 231    | ↘22 955         | 17,188               | 1,34                | Николаевск-на-Амуре    |
| 10                   | Охотский              | 08 234    | ↘6055           | 158,990              | 0,04                | Охотск                 |
| 12                   | имени Полины Осипенко | 08 237    | ↘3503           | 34,560               | 0,1                 | имени Полины Осипенко  |
| 13                   | Советско-Гаванский    | 08 242    | ↘35 915         | 15,534               | 2,31                | Советская Гавань       |
| 14                   | Солнечный             | 08 244    | ↘26 692         | 31,085               | 0,86                | Солнечный              |
| 15                   | Тугуро-Чумиканский    | 08 246    | ↘1853           | 96,069               | 0,02                | Чумикан                |
| 16                   | Ульчский              | 08 250    | ↘13 768         | 39,128               | 0,35                | Богородское            |
| 17                   | Хабаровский           | 08 255    | ↗82 759         | 30,014               | 2,76                | Хабаровск              |

## Населённые пункты
Населённые пункты с численностью населения более 3000 человек

| Хабаровск            | ↗615 600 |
| Комсомольск-на-Амуре | ↘233 716 |
| Амурск               | ↘37 204  |
| Советская Гавань     | ↘23 232  |
| Николаевск-на-Амуре  | ↘17 471  |
| Ванино               | ↘16 617  |
| Бикин                | ↘15 482  |
| Вяземский            | ↘12 647  |

| Солнечный     | ↘12 122 |
| Чегдомын      | ↘11 397 |
| Эльбан        | ↘9833   |
| Хор           | ↘9835   |
| Некрасовка    | ↘9464   |
| Заветы Ильича | ↘7912   |
| Переяславка   | ↘7692   |
| Новый Ургал   | ↘7174   |

| Князе-Волконское | ↘6758 |
| Тополево         | ↗6022 |
| Октябрьский      | ↘5985 |
| Хурба            | ↘5046 |
| Корфовский       | ↗4823 |
| Троицкое         | ↘4470 |
| Берёзовый        | ↘4442 |
| Мирное           | ↗3715 |

| Селихино    | ↘3624 |
| Ильинка     | ↗3228 |
| Охотск      | ↘3138 |
| Горин       | ↘3209 |
| Богородское | ↘3183 |
| Монгохто    | ↘3114 |

## Экономика
Машиностроение и металлообработка: океанские и речные суда (АО «Амурский судостроительный завод», АО «Хабаровский судостроительный завод»), самолёты (Комсомольский-на-Амуре авиационный завод имени Ю. А. Гагарина), металлорежущие станки, литейные машины («Амурлитмаш») и др.
Чёрная металлургия: прокат чёрных металлов, сталь (АО «Амурметалл»).
Лесная, деревообрабатывающая и целлюлозно-бумажная промышленность: деловая древесина, фанера, ДСП.
Горнодобывающая промышленность: уголь, руда цветных металлов, оловянный и медный концентраты (АО «Солнечный горнообогатительный комбинат»).
Химическая: заводы — сернокислотный, кислородный, шиноремонтный, синтетических моющих средств, химико-фармацевтический, гидролизный и биохимический, нефтепереработка Комсомольский нефтеперерабатывающий завод, Хабаровский нефтеперерабатывающий завод (ННК).
Рыбная (АО «Морские ресурсы»), а также пищевая и лёгкая промышленность.
Главные промышленные центры: города — Хабаровск, Комсомольск-на-Амуре, Советская Гавань, Николаевск-на-Амуре, Амурск.
Посевы овса, ячменя, пшеницы, сои, картофеля. Овощеводство. Молочно-мясное скотоводство. Птицеводство, пчеловодство.
| тыс. гектар | 194 | 121,3 | 109,6 | 102,6 | 77,3 | 72,6 | 78,5 | 65,8 |

В южной части края проходят Транссибирская, в центральной части — Байкало-Амурская железнодорожные магистрали.
Развит морской транспорт. Порты: Ванино (действует паромная переправа Ванино — Холмск), Николаевск-на-Амуре, Охотск, Де-Кастри.
Месторождения золота, олова, алюминия, железа, каменного и бурого угля, графита.

### Трудовые ресурсы
Квота на использование трудовых мигрантов из-за рубежа в 2011 году составляет 18,8 тысяч, на 6,7 тысяч меньше, чем в 2010 году.

### Доходы населения
С 1 января 2023 года МРОТ в Хабаровском крае с учётом «северных» надбавок и районных коэффициентов составлял 24,36 тысячи руб. в южных районах края, 27,61 тысячи руб. в местностях, приравненных к Крайнему Северу, и 35,73 тысячи руб. в районах Крайнего Севера.

### Промышленность
По объёмам производства, накопленному производственному, научно-техническому, кадровому потенциалу ведущими в промышленности края являются:
- производство машин и оборудования
- химическое производство
- производство транспортных средств
- производство электронного оборудования
- металлургическое производство
- производство готовых металлических изделий

#### Лесная промышленность
Общая площадь земель лесного фонда — 75497 тыс. га, в том числе лесных земель — 59222 тыс. га, из них покрытых лесной растительностью — 52132 тыс. га. Лесистость — 66,2 %, общий запас древесины на корню — 5145 млн. м³; преобладают хвойные леса, которые занимают до 85 % лесопокрытой площади. Основными породами являются лиственница и ель. По добыче леса Хабаровский край занимает третье место в стране и первое на Дальнем Востоке. В 2010 году предприятиями края заготовлено 5,6 млн м³ и экспортировано 5,1 млн кубометров круглых лесоматериалов. 88 % лесоматериалов поставлялось в Китай, 7 % — в Японию, 5 % — в Южную Корею, общая сумма поступлений составила 477 млн долл. Поставки пиломатериалов на экспорт составили 690 тыс. кубометров, из них 560 тыс. кубометров — в Китай, 73 тыс. кубометров — в Японию, 38 тыс. кубометров — в Республику Корея. В лесопромышленном комплексе края занято 15,5 тыс. человек.
На основе десятилетних наблюдений был сделан вывод, что объём вырубок многократно превышает разрешённый и декларируемый. Это вызвало обеспокоенность Всемирного фонда дикой природы. Лесопилки и лесные склады, принадлежащие китайцам, играют ключевую роль в распространении незаконных рубок (стр. 17). Причём в этом бизнесе не последнее место занимают представители ОПГ.
Объективные данные, полученные на основе обработки спутниковых снимков, показывают значительный ущерб лесному фонду, нанесённый в 2001—2019 годах.

#### Пищевая промышленность
Включает в себя производящую и перерабатывающую промышленность. Крупнейшими производителями являются: ООО «Григ Чернобельского», ОАО «Переяславский молочный завод», ОАО «ДАКГОМЗ», ООО «Колос-пром», ОАО «Ликёроводочный завод „Хабаровский“», ООО «Балтимор — Амур», ОАО «Амурпиво», филиал ОАО «Пивоваренная компания „Балтика“» — «Балтика-Хабаровск», крупнейший пивоваренный завод на Дальнем Востоке.

#### Рыбная промышленность
Основными промысловыми водоёмами являются Охотское, Берингово и Японское моря, прибрежные воды Татарского пролива, река Амур. Добывающий флот Хабаровского края насчитывает около 80 судов, способных добывать в год до 250 тыс. т рыбы и морепродуктов. Крупнейшими рыбодобывающими предприятиями Хабаровского края являются ООО «Востокрыбпром», ООО «Совгаваньрыба», рыболовецкий колхоз им. 50 лет Октября, ООО «Поллукс» и другие. Крупнейшие береговые рыбоперерабатывающие предприятия края — рыболовецкие артели «Иня» и им. Ленина, ООО «ДВ-Ареал», ЧП «Дьяков», предприятия «Усадьба», «шТурМан», «Дальпродуктсервис».

#### Чёрная и цветная металлургия
Основным металлургическим предприятием края является ОАО «Амурметалл» (г. Комсомольск-на-Амуре) — единственный производитель чёрных металлов на Дальнем Востоке. Добычей драгоценных металлов занимается более двадцати предприятий, крупнейшими из которых являются «Артель старателей „Амур“» (входит в группу компаний «Русская Платина»), ЗАО «Многовершинное».

#### Машиностроение и металлообработка
На предприятиях Хабаровского края создаются океанские и речные суда, самолёты, подъёмно-транспортное оборудование, кабельные изделия, производится ремонт судов, строительной и автомобильной техники. Лидером отрасли считается «Комсомольское-на-Амуре авиационное производственное объединение» (КнААПО). ОАО «Амурский судостроительный завод» выполнял заказы по строительству модулей и модернизации морских нефтедобывающих платформ «Моликпак» и «Орлан», предназначенных для добычи нефти на шельфе Сахалина. Крупными машиностроительными предприятиями являются: ОАО «Амурский кабельный завод», ФГУП «Хабаровский судостроительный завод», завод «Дальэнергомаш».
В крае созданы две зоны судостроения: «Кораблестроительная „Амур“» и «Судостроительная зона малого тоннажа „Хабаровск“».

### Сельское хозяйство
За 2019 год производство продукции сельского хозяйства в хозяйствах всех категорий составило 15,6 млрд рублей (81,1 % к уровню 2018 года).
Сельское хозяйство Хабаровского края в 2015 году обеспечило объём производства продукции на сумму в 23,1 млрд руб. (58-е место в рейтинге регионов РФ). Объём произведённой продукции растениеводства в стоимостном выражении в 2015 году в регионе составил 13,6 млрд руб. (49-е место), животноводческой продукции на сумму 9,5 млрд руб.(64-е место).
Животноводство
За 2019 год Производство основных видов продукции животноводства в хозяйствах всех категорий составило:
— молока — 25,4 тыс. тонн, в том числе в сельскохозяйственных организациях — 10,2 тыс. тонн;
— мяса скота и птицы — 14,7 тыс. тонн, в том числе в сельскохозяйственных организациях — 2,2 тыс. тонн;
— яиц — 307,8 млн штук, в том числе в сельскохозяйственных организациях — 288,2 млн штук.
Средний надой молока на одну корову в сельскохозяйственных организациях составил 3099 килограммов, средняя яйценоскость курицы-несушки в сельскохозяйственных организациях — 312 штук.
На 01.01.2020 численность скота во всех категориях хозяйств составила:
— крупного рогатого скота — 17,0 тыс. голов, в том числе в сельхозорганизациях — 7,8 тыс. голов;
— коров −6,7 тыс. голов, в том числе в сельхозорганизациях — 3,2 тыс. голов;
— свиней — 16,2 тыс. голов, в том числе в сельхозорганизациях — 2,3 тыс. голов;
— птицы — 1 497,4 тыс. голов, в том числе в сельхозорганизациях — 1 382,5 тыс. голов.
На конец февраля 2020 поголовье крупного рогатого скота в сельскохозяйственных организациях составило 7,6 тыс. голов (на 10,3 % меньше по сравнению с аналогичным периодом 2019 года). Самая большая убыль — в поголовье свиней (2,3 тыс. голов на весь Хабаровский край — на 20,9 % меньше, чем в феврале 2019 года). Коров убавилось на 17,2 % (осталось 3 тыс. голов), птицы — на 4,8 % (1 274,5 тыс. голов). На уровне прошлого года осталось лишь поголовье коз и овец — 100 голов.
Поголовье крупного рогатого скота в Хабаровском крае по состоянию на конец 2015 года составило 21,8 тыс. голов, в том числе коров 10,1 тыс. голов. За 5 лет размер стада КРС в крае сократился на 18,9 %, к 2001 году — на 61,8 %. Поголовье коров за 5 лет сократилось на 26,9 %, к 2001 году — на 64,2 %.
В 2015 году производство говядины в Хабаровском крае находилось на уровне 5,3 тыс. тонн в живом весе (3,0 тыс. тонн в перерасчёте на убойный вес). За 5 лет оно сократилось на 31,2 %, к 2001 году — на 32,1 %.
Производство молока в Хабаровском крае в хозяйствах всех категорий в 2015 году составило 39,4 тыс. тонн. За 5 лет объёмы сократились на 24,8 %, к 2001 году — на 51,2 %.
Поголовье свиней в Хабаровском крае по состоянию на конец 2015 года во всех категориях хозяйств составило 53,5 тыс. голов. За 5 лет оно сократилось на 13,6 %, по отношению к 2001 году — на 25,8 %.
Производство свинины в Хабаровском крае в 2015 году составило 14,1 тыс. тонн в живом весе (11,0 тыс. тонн в перерасчёте на убойный вес). За 5 лет оно выросло на 3,6 %, к 2001 году — на 2,1 %.
Поголовье овец и коз в Хабаровском крае по состоянию на конец 2015 года насчитывало 7,0 тыс. голов. За 5 лет размер поголовья увеличился на 12,3 %,по отношению к 2001 году сократился на 5,9 %.
В 2015 году общий объём производства мяса в убойном весе составил 17,8 тыс. тонн. Из этого объёма на свинину пришлось 61,4 %, на говядину — 16,9 %, на баранину и козлятину — 0,4 %, на мясо птицы — 20,9 % (5,0 тыс. тонн в живом весе, 3,7 тыс. тонн в перерасчёте на убойный вес). За 5 лет объём производства сократилось на 51,1 %, по отношению к 2001 году выросло на 31,4 %
Производство яиц в Хабаровском крае в 2015 году в хозяйствах всех категорий составило 274,8 млн штук. За 5 лет производство сократилось на 8,0 %, по отношению к 2001 году — выросло на 19,0 %.
Растениеводство
Сегодня в Хабаровском крае 60 % плодородных земель отданы под выращивание сои. Именно эта культура сегодня даёт самую высокую прибыль. Но, согласно сельскохозяйственным нормам, соя должна занимать менее 30 % в севообороте. Эта культура истощает почву, после неё земля становится непригодной для выращивания чего бы то ни было.
В 2020 году зерновых культур, включая кукурузу на зерно, с полей убрано 15,5 тыс. тонн. Это на 67 % больше, чем в 2019 году. Сои убрано 35 тыс. тонн, что на 10 % больше, чем в 2019 году.
В 2019 году хозяйствами всех категорий произведено:
— зерновых и зернобобовых культур — 9,3 тыс. тонн;
— сои — 31,6 тыс. тонн;
— картофеля — 68,7 тыс. тонн;
— овощей — 35,5 тыс. тонн.
Посевные площади Хабаровского края в 2015 году находились на уровне 78,5 тыс. га. В Хабаровском крае занимаются выращиванием таких культур, как пшеница (валовые сборы — 2,5 тыс. тонн, посевные площади — 1,6 тыс. га), ячмень (2,1 тыс. тонн, 1,7 тыс. га), овёс (7,3 тыс. тонн, 4,5 тыс. га), кукуруза (3,0 тыс. тонн, 1,0 тыс. га), гречиха (0,02 тыс. тонн, 0,03 тыс. га), соевые бобы (29,4 тыс. тонн, 25,0 тыс. га), картофель (17,0 тыс. тонн, 1,5 тыс. га — без учёта хозяйств населения), овощи открытого грунта (4,7 тыс. тонн, 0,7 тыс. га — без учёта хозяйств населения), бахчевые продовольственные культуры (3,5 тыс. тонн, 0,2 тыс. га — без учёта хозяйств населения). Значительную долю площадей региона занимает выращивание кормовых трав, прочих кормовых культур.
На конец 2022 года общая площадь земель сельскохозяйственного назначения в крае — 399,5 тысячи гектаров, из них продуктивных- 241,9 тысячи гектаров. Планируется к 2030 году дополнительно вовлечь в оборот не менее 30 тысяч гектаров.
Оленеводство
В советский период в крае существовало развитое оленеводство, которое в 1990-е годы сошло почти на нет: в 1990 году в регионе было 43,8 тыс. оленей, а в 2000 году только 9,8 тыс. В дальнейшем ситуация стабилизировалась и в 2010 году в крае насчитывалось 8,1 тыс. оленей.

### Энергетика
По состоянию на начало 2019 года, на территории Хабаровского края эксплуатировались восемь крупных тепловых электростанций общей мощностью 2231,3 МВт. В 2018 году они произвели 8905 млн кВт⋅ч электроэнергии.

### Транспорт
Расстояние от Хабаровска до Москвы по железной дороге — 8533 км, по воздуху — 6075 км.

#### Автомобильный
Автомобильный код региона — 27 RUS.

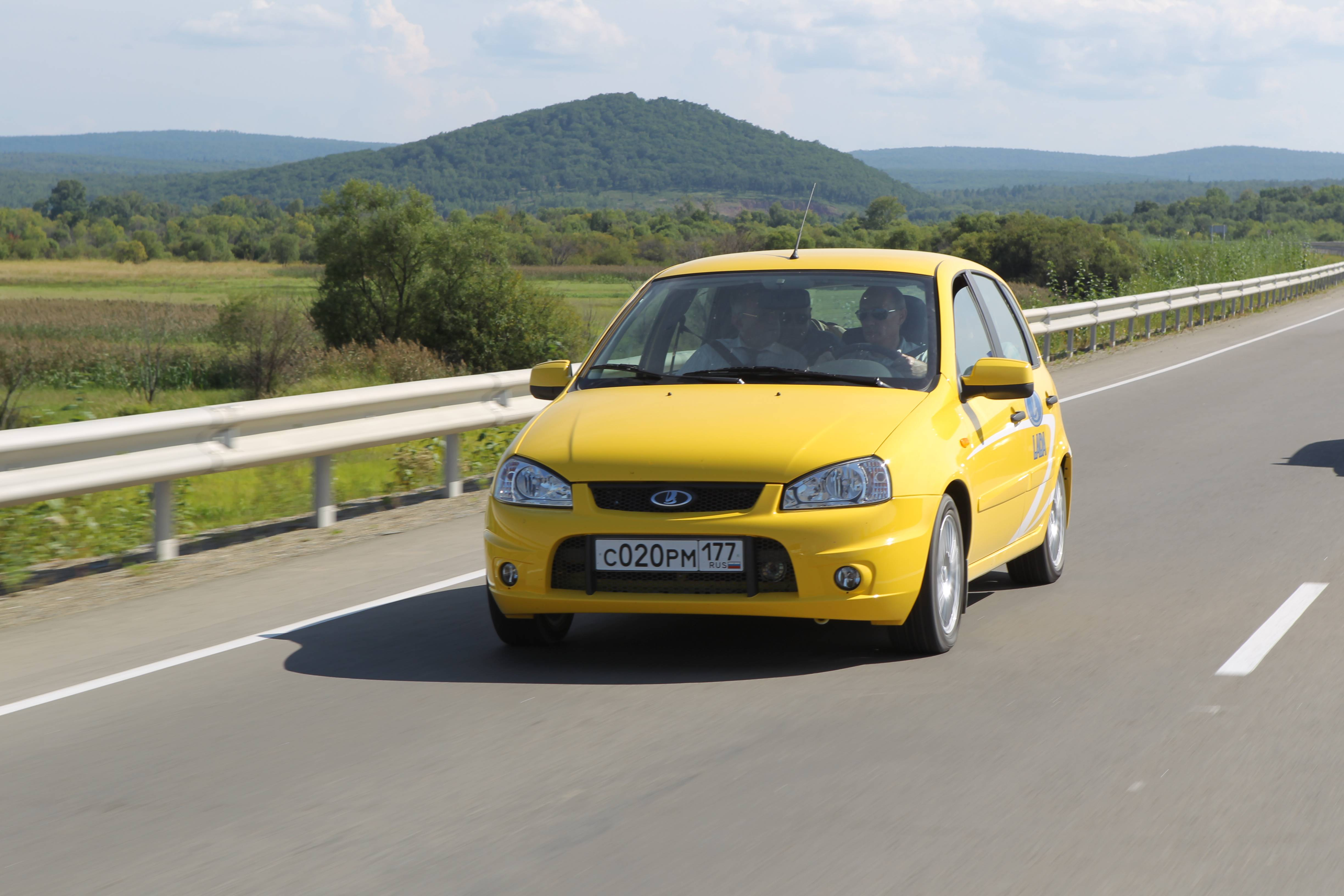
Автомобильная дорога федерального значения «Амур», 27 августа 2010 г. За рулём — Владимир Путин.

Сеть автомобильных дорог сосредоточена в основном на юге Хабаровского края. Протяжённость автомобильных трасс составляет 6000 км, из них 97 % — дороги с твёрдым покрытием (2010).
Главные дороги:
- Федеральная магистраль — А370 (до 2011 года — М60) «Уссури» (Хабаровск — Уссурийск — Владивосток),
- Федеральная магистраль — М58 «Амур» (Чита — Невер — Свободный — Архара — Биробиджан — Хабаровск).

Территориальные дороги:
- Хабаровск — Комсомольск-на-Амуре (Р454)
- Лидога — Ванино
- Селихино — Николаевск-на-Амуре
- Комсомольск-на-Амуре — Берёзовый
- Берёзовый — Амгунь — Герби — Сулук — Солони — Ургал.

Лесные дороги составляют 1560 км.

#### Железнодорожный

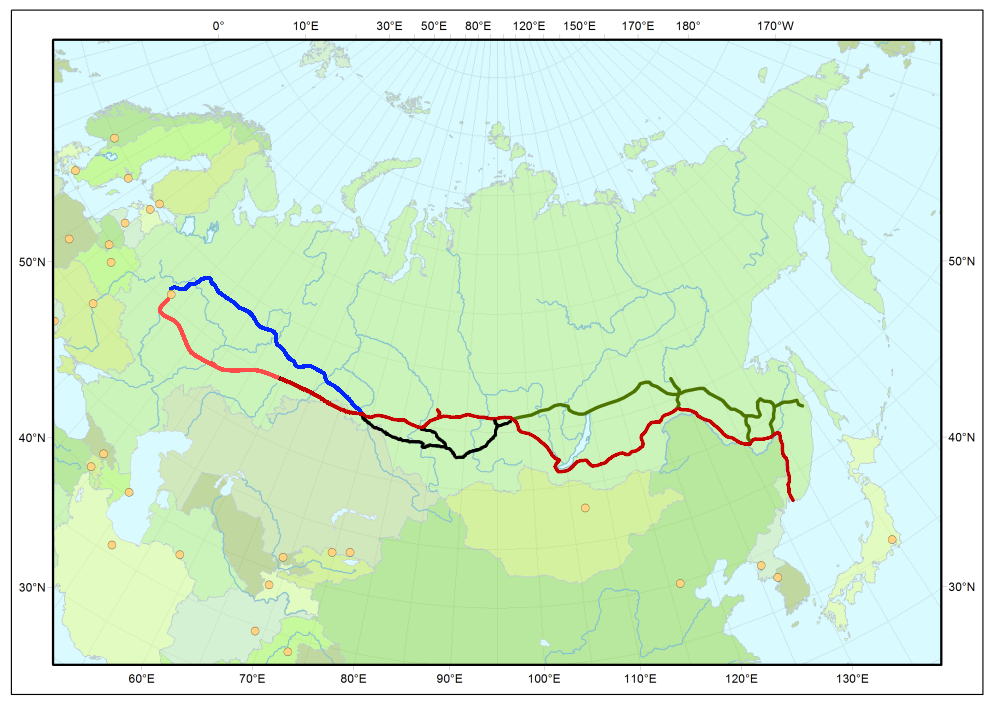
Схема Транссиба.
Красной линией на карте обозначена Транссибирская магистраль (исторический маршрут), зелёной — Байкало-Амурская магистраль, синей — северный маршрут, чёрной — промежуток южного пути в Сибири

Протяжённость сети железных дорог — 2100 км. Основу её составляют участки Транссибирской и Байкало-Амурской магистралей.
Между материком и островом Сахалин действует паромная переправа Ванино — Холмск.
Станция «Хабаровск-2» — крупнейший железнодорожный узел на ДВЖД. Направления: южное (на Владивосток и Порт Восточный), западное (на Москву), северное (на Комсомольск-на-Амуре)

#### Авиационный
Крупнейший аэропорт в регионе — Хабаровский (Хабаровск-Новый), из которого осуществляются регулярные рейсы до Москвы, Владивостока, Южно-Сахалинска, Санкт-Петербурга, Новосибирска, Охотска и других населённых пунктов страны и края, а также регулярные авиарейсы в крупные международные хабы.

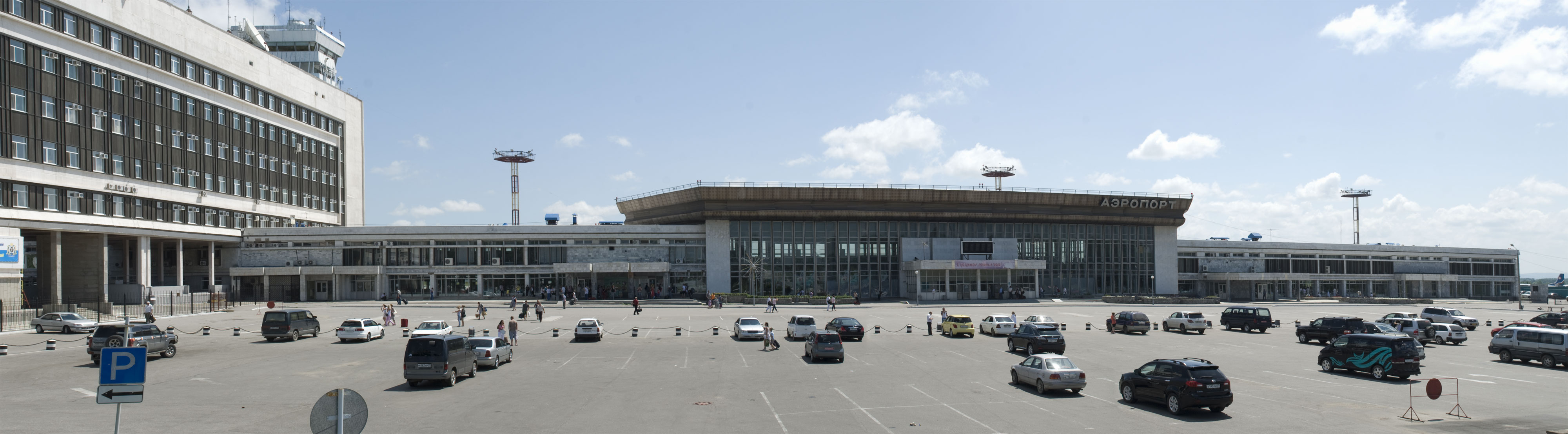
Площадь перед бывшим терминалом внутренних авиалиний аэропорта г. Хабаровск

Имеются также действующие аэропорты в Комсомольске-на-Амуре, Николаевске-на-Амуре, Охотске, в Советской Гавани.
Местное воздушное сообщение обеспечивают краевое государственное унитарное предприятие «Хабаровские авиалинии» и ОАО «Авиакомпания „Восток“».

#### Водный
Протяжённость эксплуатируемых внутренних водных судоходных путей составляет 2900 км.
Речной порт в Хабаровске — крупнейший на Амуре. Другие крупные речные порты — Комсомольск-на-Амуре, Николаевск-на-Амуре.
Водный транспорт края представлен ОАО «Амурское речное пароходство», морскими и речными портами, судоремонтными верфями и агентскими фирмами. В настоящее время отрасль объединяет более 70 предприятий и организаций.
Морские порты — Охотск, Аян, Николаевск-на-Амуре, Ванино, Советская Гавань. Ванино является крупнейшим морским портом края. К портопунктам относятся посёлки — Охотск, Лазарев, Де-Кастри.

#### Связь
Телефонная связь доступна в 380 населённых пунктах края, в которых проживает 99,94 % населения региона, в том числе сотовая связь в 370, а стационарная связь в 248 населённых пунктах. С 2012 по 2017 гг. в крае в результате партнёрства краевых властей и операторов сотовой связи появилась сотовая связь в 33 населённых пунктах, ранее не имеющих такой услуги в силу малочисленности. Примечательно, что связь 4G (LTE) доступна в 71 населённом пункте края, где проживает около 90 % населения региона.
Широкополосный доступ в сеть Интернет присутствует в 175 населённых пунктах края (96,9 % населения региона). В крае наряду с федеральной программой устранения цифрового неравенства УЦН (распространяется на населённые пункты с числом жителей от 250 до 500) запущена аналогичная краевая программа направленная на населённые пункты с числом жителей более 500 (Программа 500+), по которой подключение к высокосортному интернету придёт в 46 населённых пунктов к 2019 году.
В крае ведётся работа по оснащению региональных дорог сотовой связью. Так трасса Лидога — Ванино (протяжённостью 340 км.) ранее на которой полностью отсутствовала сотовая связь в 2017 году была обеспечена 3 базовыми станциями, обеспечив покрытия 50 км связью. в 2018-20 гг. эта работа будет продолжена. Данный проект стартовал благодаря партнёрству местной власти, ведущего технического ВУЗа (ТОГУ) и оператора связи МТС.

### Туризм
Одним из центров привлечения туристов является столица края — Хабаровск, в котором находится Дальневосточный художественный музей, располагающий коллекциями Эрмитажа, Третьяковской галереи и музея изобразительных искусств имени А. С. Пушкина; концертный зал Хабаровской краевой филармонии; комплекс «Платинум арена» — крупнейший на Дальнем Востоке; храмы, театры и множество культурно-развлекательных объектов.
Развиваются водный, экологический туризм. Этнографический туризм развивается благодаря коренным народам Приамурья: нанайцам, удэгейцам, ульчам, нивхам, орочам. На берегу реки Амур в 75 км от г. Хабаровска открыт музей под открытым небом «Петроглифы Сикачи-Аляна», относящийся к периоду неолита.
Наибольший удельный вес в структуре общего туристического потока Хабаровского края приходится на выездной туризм.
Общественные организации представлены тремя ассоциациями:
- Дальневосточное региональное отделение Российского союза туриндустрии
- Некоммерческое партнёрство «Хабаровское объединение туроператоров международного туризма»
- Хабаровская ассоциация отельеров

### Внешняя торговля
Внешнеторговый оборот за 2016 г. составил 1 959,3 млн долларов США, что на 344,1 млн долларов США больше, чем в 2015 году (на 21,3 %), при этом экспорт увеличился на 401,7 млн долларов США (на 35,1 %), а импорт уменьшился на 57,7 млн долларов США (на 12,2 %).
Основными странами контрагентами при экспорте в 2016 году являлись: Китай (58,2 %), Республика Корея (17,8 %), Соединённое Королевство (6,4 %), Япония (5,8 %), Швейцария (3,4 %), Тайвань (1,7 %), Таиланд (1,5 %), Индия (1,4 %).
Основными странами контрагентами при импорте в 2016 году являлись: Китай (41,1 %), Республика Корея (13,7 %), Соединённые Штаты (12,2 %), Франция (7,1 %), Германия (6,9 %), Япония (5,0 %), Белоруссия (1,5 %).
Сальдо торгового баланса сложилось положительным и составило 1 132,2 млн долларов США.

### Инвестиции
Среди основных инвесторов, реализующих проекты на территории края, — ОАО «Газпром» и ОАО «АК „Транснефть“», РАО «ЕЭС Востока», ОАО «Компания „Сухой“», ОАО «Дальлеспром» и ООО «СП Аркаим», ОАО «НК „Роснефть“» и ОАО «НК „Альянс“», ОАО «Полиметалл», ОАО «СУЭК», ОАО «РЖД». Показатели соотношения инвестиций к ВРП — более 30 %. В 2010 году валовой региональный продукт края увеличился на 12,6 % по сравнению с 2009 годом, промышленное производство возросло на 24,7 %, реальные денежные доходы населения выросли на 7,4 %. С 1989 года из КНР в Хабаровский край пришло $79 млн инвестиций, что составляет 3,6 % от общего объёма иностранных капиталовложений.

### Перспективы
Экономическое развитие и освоение территории планируется связать с четырьмя зонами развития:
- Хабаровская городская агломерация
- промышленная зона «Комсомольск-на-Амуре — Амурск — Солнечный»
- Ванино-Советскогаванский транспортно-промышленный узел
- Верхнебуреинский промышленный узел

Внутри каждой из зон существуют свои промышленные предприятия, на производственном, техническом и технологическом росте которых строится развитие экономики смежных производств и услуг по кластерному принципу.

## Образование
В Хабаровском крае действует более 20 высших учебных заведений и их филиалов.

## Культура
В настоящее время сеть учреждений культуры края насчитывает 657 единиц (из них: 6 театров, краевая филармония, 18 музеев (с филиалами), 7 кинотеатров, краевой колледж искусств, 44 детские школы искусств (с филиалами), 4 парка культуры и отдыха, 2 зоосада и 2 ботанических сада, краевой цирк, 312 библиотек, 258 культурно-досуговых учреждения, научно-производственный центр по охране и использованию памятников истории и культуры).

## СМИ
В Хабаровском крае выпускаются более 200 печатных изданий (из них, с краевой собственностью — 18), работают 30 информационных интернет-порталов, 6 телеканалов, 15 радиостанций.

## Фестивали
Фестиваль обрядовых праздников коренных народов «Бубен дружбы», проходит в июле в Амурском районе с 2003 года.
С 2012 года в краевой столице проходит Международный военно-музыкальный фестиваль «Амурские волны». Инициатор фестиваля главный военный дирижёр Российской Федерации Валерий Халилов. Начиная с 2021 года в Хабаровске проходит ежесезонный фестиваль «АмурФест».

## Награды.
- Орден Ленина (1965).